# Hellenismus

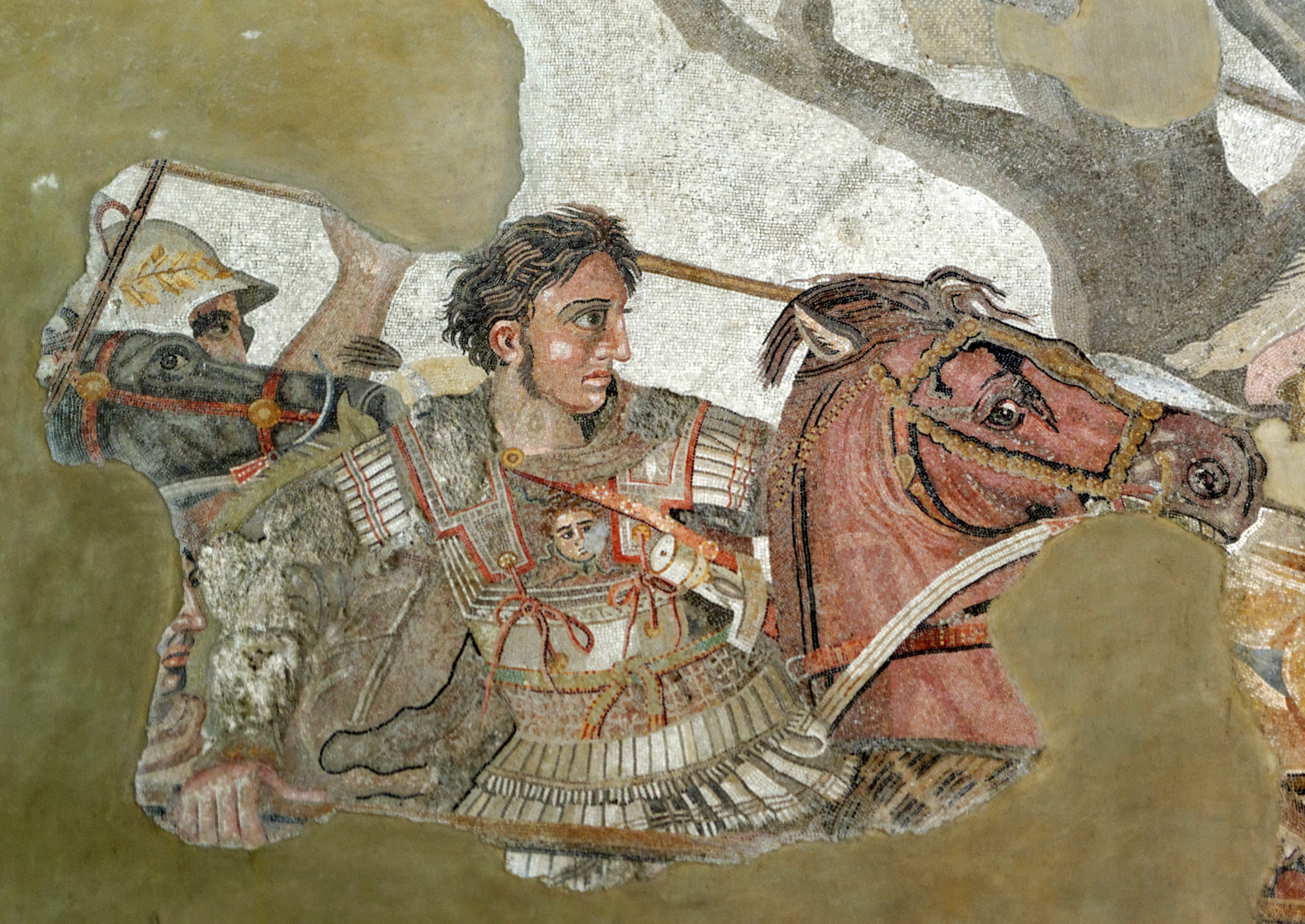
Mit Alexander dem Großen begann die Epoche des Hellenismus. Detail der berühmten „Alexanderschlacht“ (Mosaik, Pompeji, ca. 150–100 v. Chr., wohl nach einer Vorlage aus dem 4. Jahrhundert v. Chr.)

Als Hellenismus (von altgriechisch Ἑλληνισμός hellēnismós, deutsch ‚Griechentum‘) wird die Epoche der antiken griechischen Geschichte vom Regierungsantritt Alexanders des Großen von Makedonien 336 v. Chr. bis zur Einverleibung des ptolemäischen Ägyptens, des letzten hellenistischen Großreiches, in das Römische Reich im Jahr 30 v. Chr. bezeichnet.
Diese Epochengrenzen, die das Alexanderreich und die Nachfolgereiche der Diadochen in den Mittelpunkt rücken, sind allerdings vor allem für die politische Geschichte sinnvoll, und auch für diese nur bedingt, weil schon um die Mitte des 2. Jahrhunderts v. Chr. die meisten Griechen unter die direkte oder indirekte Herrschaft der Römer oder Parther geraten waren. Kulturgeschichtlich hingegen knüpfte der Hellenismus nicht nur an ältere Entwicklungen an, sondern wirkte vor allem auch über die römische Kaiserzeit bis in die Spätantike hinein fort.
Als Epochenbezeichnung verwendete den Begriff „Hellenismus“ zuerst der deutsche Historiker Johann Gustav Droysen um die Mitte des 19. Jahrhunderts. Er verstand unter Hellenismus die Zeit vom Tod Alexanders des Großen (323 v. Chr.) bis zur Schlacht bei Actium (31 v. Chr.) und zum Ende des letzten makedonisch-griechischen Reiches in Ägypten. Im Sinne von „Nachahmung der griechischen Lebensweise“ wurden das Substantiv hellenismós und das Verb hellenizein jedoch bereits in der Antike gebraucht. Es ist von Hellenen, der Eigenbezeichnung der Griechen, abgeleitet.

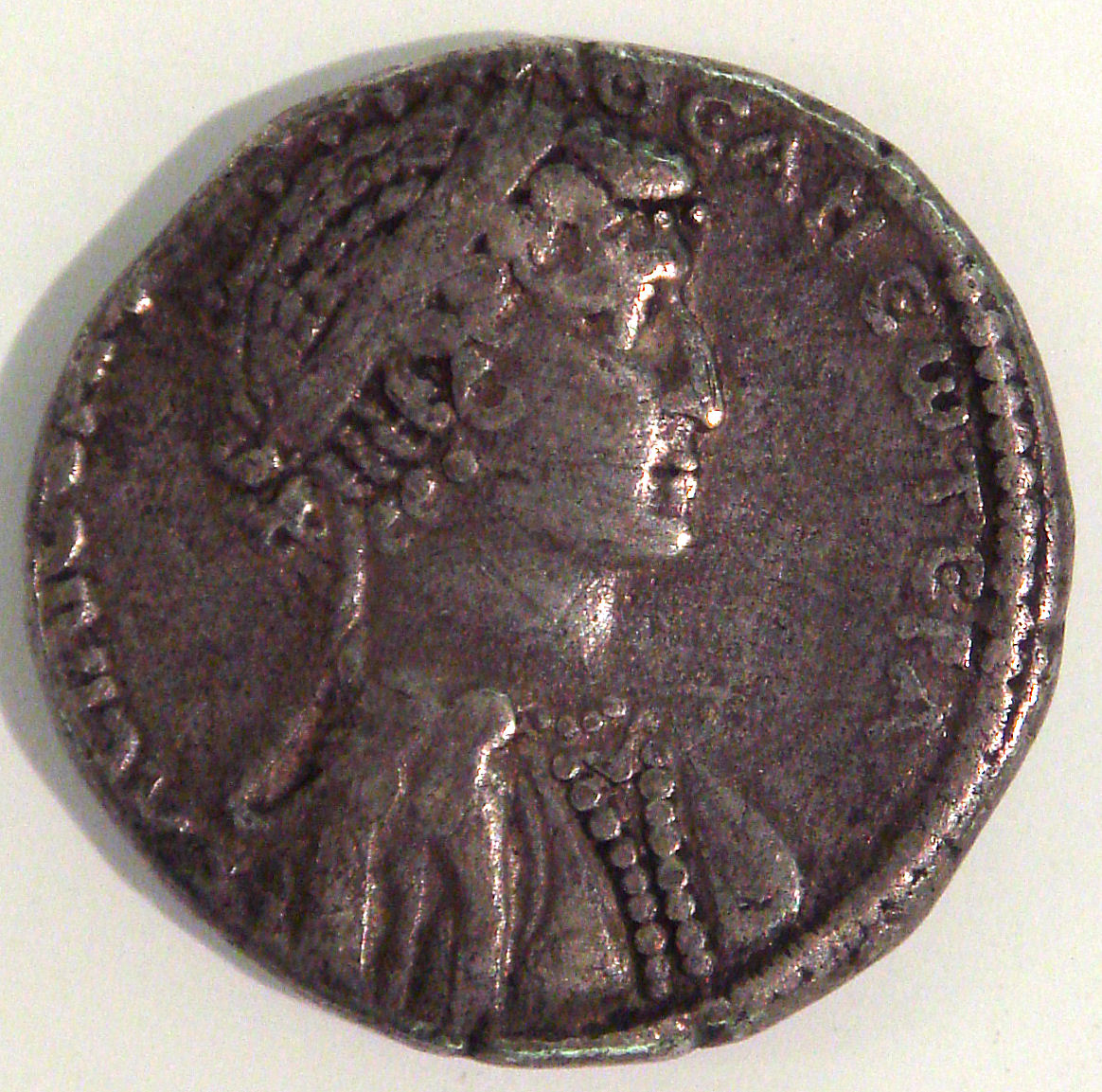
Münzporträt von Kleopatra VII., der letzten ptolemäischen Königin Ägyptens, mit deren Tod im Jahr 30 v. Chr. man traditionell das Ende des Hellenismus in politischer Hinsicht verbindet.

Als ein wichtiges Kennzeichen dieser Geschichtsepoche gilt eine verstärkte Hellenisierung – die Durchdringung vor allem des Orients durch die griechische Kultur – und im Gegenzug der wachsende Einfluss orientalischer Kultur auf die Griechen. Die hellenistische Welt umfasste einen gewaltigen Raum, der von Sizilien und Unteritalien (Magna Graecia) über Griechenland bis nach Indien und vom Schwarzen Meer bis nach Ägypten sowie bis ins heutige Afghanistan (Ai Khanoum) reichte. Vermutlich kam es sogar zu militärischen Auseinandersetzungen zwischen Griechen und Chinesen. Die Hellenisierung der orientalischen Bevölkerung sorgte dafür, dass noch bis ins 7. Jahrhundert neben dem Aramäischen wenigstens von der städtischen Bevölkerung Syriens eine Form des Griechischen verwendet wurde, die Koine (von altgriechisch κοινός koinós, deutsch ‚allgemein‘), die sich in Kleinasien noch erheblich länger hielt. Die kulturellen Traditionen des Hellenismus überstanden den politischen Zusammenbruch der Monarchien und wirkten noch über Jahrhunderte in Rom und im Byzantinischen Reich fort.

## Geschichtlicher Grundriss

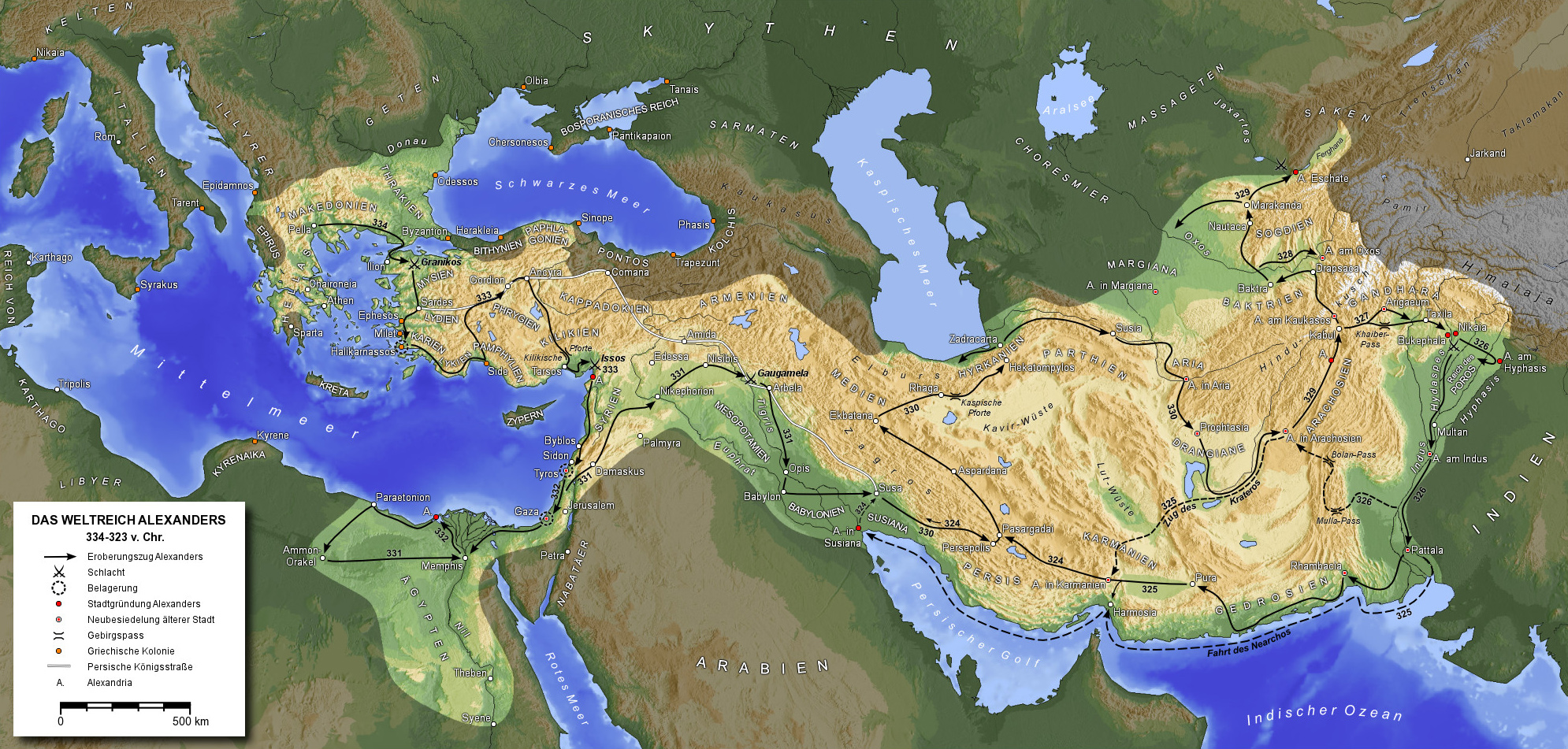
Das Weltreich, das beim Zug Alexanders entstanden war und das er seinen Nachfolgern 323 v. Chr. hinterließ

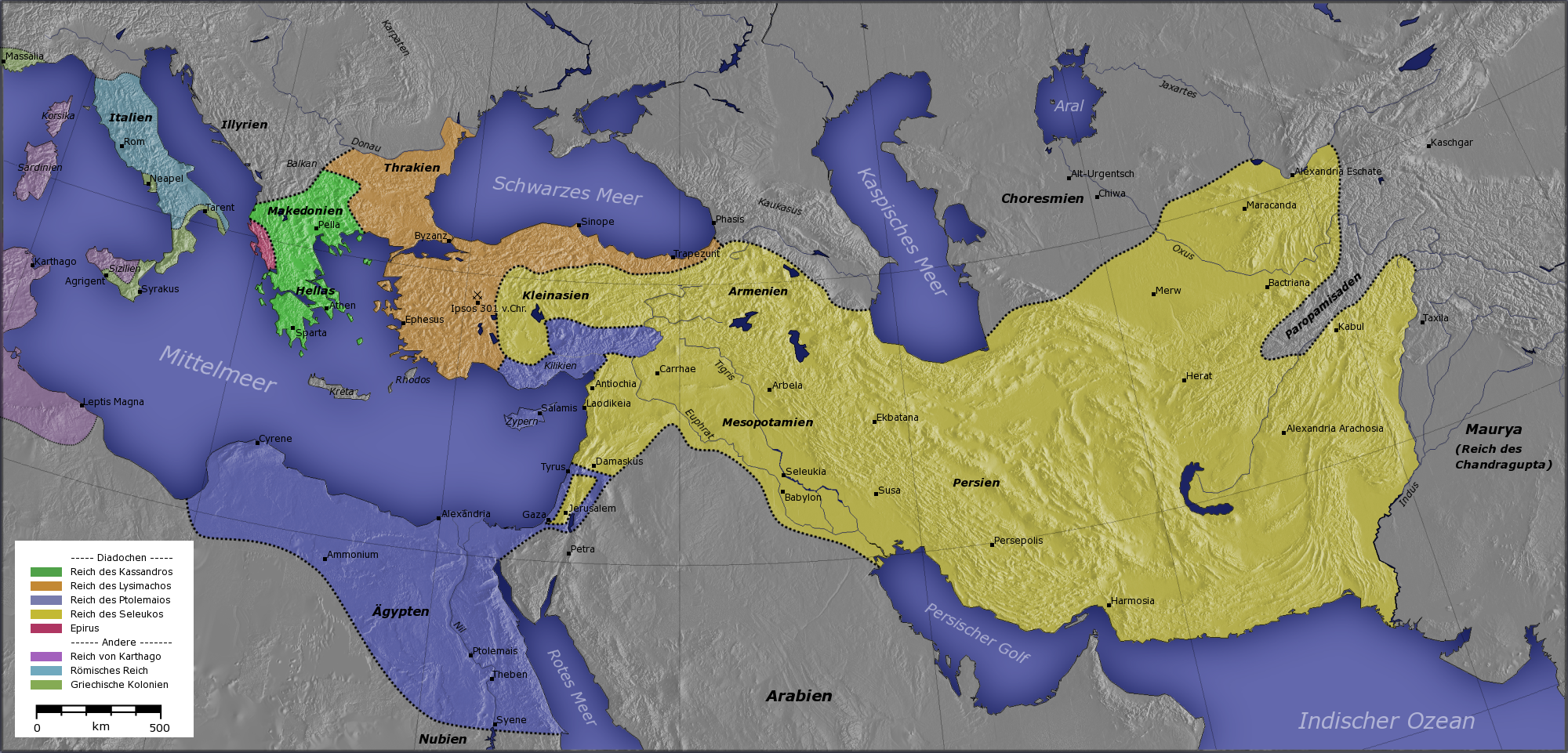
Die hellenistische Welt 300 v. Chr.

Der makedonische König Alexander III. „der Große“, unter dessen Vater Philipp II. Makedonien zur Hegemonialmacht über Griechenland geworden war, eroberte von 334 v. Chr. an das persische Achämenidenreich (Alexanderzug) und drang bis nach Indien vor. Nach dem Tod Alexanders im Jahr 323 v. Chr. kam es zu Bürgerkriegen um seine Nachfolge, in denen die königliche Familie der Argeaden ausgelöscht wurde. Da es niemandem gelang, die Herrschaft über das Gesamtreich zu erlangen, erhoben sich Alexanders führende Generäle, die sogenannten Diadochen („Nachfolger“), schließlich zu lokalen Machthabern. Seit 306/5 führten die meisten von ihnen den Königstitel. Eine Wiedervereinigung des Alexanderreichs erschien spätestens 301 v. Chr. aussichtslos, als Antigonos I. Monophthalmos in der Schlacht bei Ipsos seinen Rivalen unterlag. Die sogenannten Diadochenkämpfe um Alexanders Erbe endeten schließlich 281 v. Chr. nach insgesamt sechs Kriegen. Es bildeten sich drei hellenistische Großreiche, die bis ins 2. Jahrhundert v. Chr. den östlichen Mittelmeerraum beherrschen sollten und von makedonischen Dynastien regiert wurden: Das eigentliche Makedonien und große Teile Griechenlands fielen an die Antigoniden, die Nachfahren Antigonos’ I., Kleinasien, Syrien, Mesopotamien und Persien gerieten unter die Herrschaft der Seleukiden, und Ägypten, die Kyrenaika und die Levante fielen an die Ptolemäer. Alle drei makedonischen Dynastien rivalisierten zudem um Einfluss im Ägäisraum, oft unter Ausnutzung innergriechischer Konflikte, und sie gaben den Anspruch auf Alexanders Gesamtreich pro forma niemals auf. Hinzu kamen Mittelmächte wie das attalidische Pergamon, Rhodos und der Achaiische Bund.

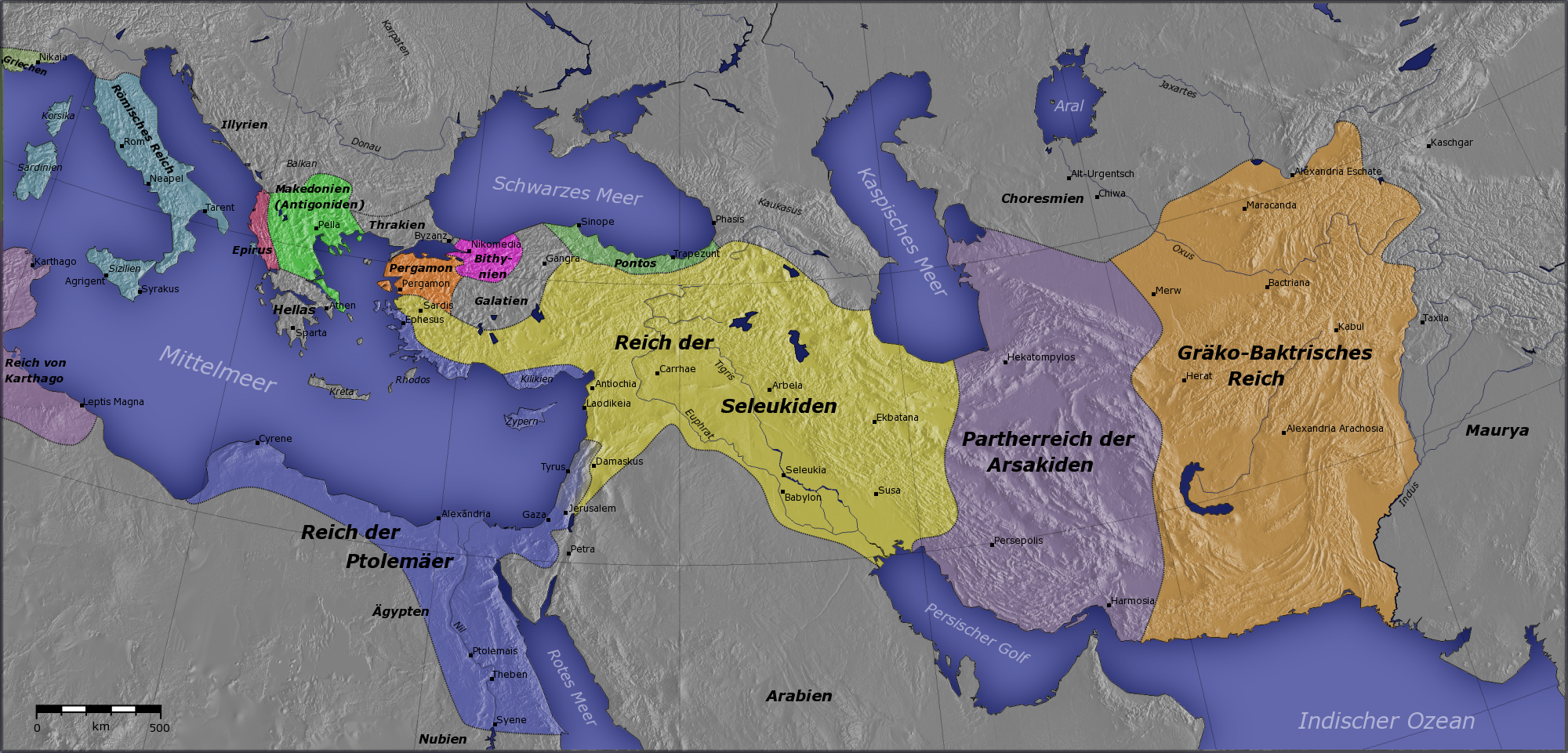
Die hellenistische Welt 200 v. Chr.

Nach dem Ende der Diadochenkriege stabilisierte sich die politische Lage zunächst, da sich die drei Großreiche faktisch gegenseitig neutralisierten, wenngleich es immer wieder zu Versuchen kam, die Machtbalance zu verschieben. Ab 200 v. Chr. begann sich jedoch Rom in der hellenistischen Welt zu engagieren, zunächst in Griechenland, dann in Kleinasien, und griff auch in den Konflikt der Seleukiden mit den Ptolemäern um Palästina ein. Im Jahr 188 v. Chr. zwangen die Römer den Seleukiden Antiochos III. zum Verzicht auf Teile seines Reiches; er musste den größten Teil Kleinasiens aufgeben. Zuvor hatte bereits Philipp V. von Makedonien eine Einengung seines Handlungsspielraums in Griechenland und Kleinasien akzeptieren müssen, nachdem die kleineren Staaten der Region wie Pergamon, die aufgrund der expansiven Bestrebungen Antiochos’ und Philipps um ihre Unabhängigkeit fürchteten, den Römern Vorwände für militärische Interventionen geliefert hatten, was in einer zunächst indirekten regionalen Hegemonie Roms mündete. Spätestens seit dem Tag von Eleusis im Jahr 168 v. Chr., als der Seleukide Antiochos IV. auf römische Weisung einen siegreichen Feldzug gegen die Ptolemäer abbrechen musste, kurz nachdem die Römer das Antigonidenreich zerschlagen hatten, waren die neuen Machtverhältnisse offensichtlich.
Diese herben Rückschläge blieben für die Monarchien, deren Existenz wesentlich auf der militärischen Leistungsfähigkeit der Könige ruhte, nicht folgenlos: In Iran, bis dahin unter seleukidischer Kontrolle, breiteten sich bereits seit dem 3. Jahrhundert v. Chr. die Parther aus, regiert von den Arsakiden, die sich im Westen anfangs als Erben der hellenistischen Tradition präsentierten. Nach 188 v. Chr. beschleunigte sich ihr Vordringen erheblich. Als die Arsakiden um 141 v. Chr. auch Mesopotamien in Besitz nahmen, beschränkten sie die Seleukiden, die bereits im 3. Jahrhundert ihre östlichen Gebiete an das Griechisch-Baktrische Königreich verloren hatten, auf einen unbedeutenden Reststaat in Syrien. Die hellenistischen Könige in Baktrien hingegen, deren Reich um 130 v. Chr. unterging, hatten ihren Einflussbereich zuvor noch auf Nordwestindien ausgedehnt, wo sich griechische Monarchen mindestens bis zum Ende des 1. Jahrhunderts v. Chr. halten konnten.
Im Jahr 168 v. Chr. teilten die Römer Makedonien nach einem letzten Krieg in vier Bezirke auf und schafften die antigonidische Monarchie ab; 148 v. Chr. wandelten sie es endgültig in eine römische Provinz um und stationierten erstmals dauerhaft Truppen in der Region. Auch das griechische Mutterland geriet damit endgültig unter römische Kontrolle; ein Fanal war dabei die Eroberung und Plünderung Korinths durch den Feldherrn Lucius Mummius im Jahr 146 v. Chr. 133 v. Chr. fiel das Attalidenreich an Rom und wurde bald darauf zur Provinz Asia. Um 88 v. Chr. wurde die römische Hegemonie ein letztes Mal ernsthaft in Frage gestellt, als sich viele Griechen dem König Mithridates VI. anschlossen, der von Rom aber schließlich besiegt wurde.
63 v. Chr. beseitigte die Annexion Syriens durch Pompeius die letzten Reste der Seleukidenherrschaft; 30 v. Chr. nahm Octavian Alexandria ein und gliederte das Ptolemäerreich, das seit dem späten 2. Jahrhundert v. Chr. ohnehin nicht viel mehr als ein römisches Protektorat gewesen war, ins Imperium ein. 27 v. Chr. wurde schließlich auch das eigentliche Griechenland als Provinz Achaea endgültig direkter römischer Herrschaft unterstellt, auch wenn einige Poleis in Hellas und Kleinasien äußerlich frei blieben. Damit endete die politische Selbstständigkeit griechischer Staaten für fast zwei Jahrtausende, und somit auch die politische Geschichte des Hellenismus, während die kulturelle Ausstrahlung des Hellenismus bis in die Spätantike erhalten blieb (siehe auch Byzantinisches Reich).

## Hellenistische Monarchien
Als charakteristisch für die politische Geschichte des Hellenismus gilt die Existenz permanent miteinander rivalisierender Monarchien unter Dynastien mit zumeist makedonischen Wurzeln. Die Legitimität des Königtums dieser hellenistischen Herrscher ruhte insbesondere auf zwei Säulen: der Alexandernachfolge (διαδοχή, diadochē) und der Akklamation durch die Heere (siehe unten). Die Reiche existierten dabei nicht unabhängig von ihrer Regierungsform; die Seleukidenherrscher waren beispielsweise nicht etwa Könige von Syrien, sondern nur Könige in Syrien; ein Grund hierfür mag gewesen sein, dass jeder hellenistische basileus theoretisch Anspruch auf das ganze Alexanderreich, wenn nicht auf die ganze Welt, erhob. In den Diadochenreichen gab es keine Trennung zwischen Souverän und Person. Das Königtum (basileia) war kein staatliches Amt, sondern eine persönliche Würde, und der Monarch sah den begrifflich davon nicht abgegrenzten Staat als seine Angelegenheiten (pragmata). Theoretisch war das ganze eroberte Land im Besitz des Königs, weshalb dieser es auch testamentarisch einer fremden Macht wie den Römern übereignen konnte (so geschehen 133 v. Chr. in Pergamon).

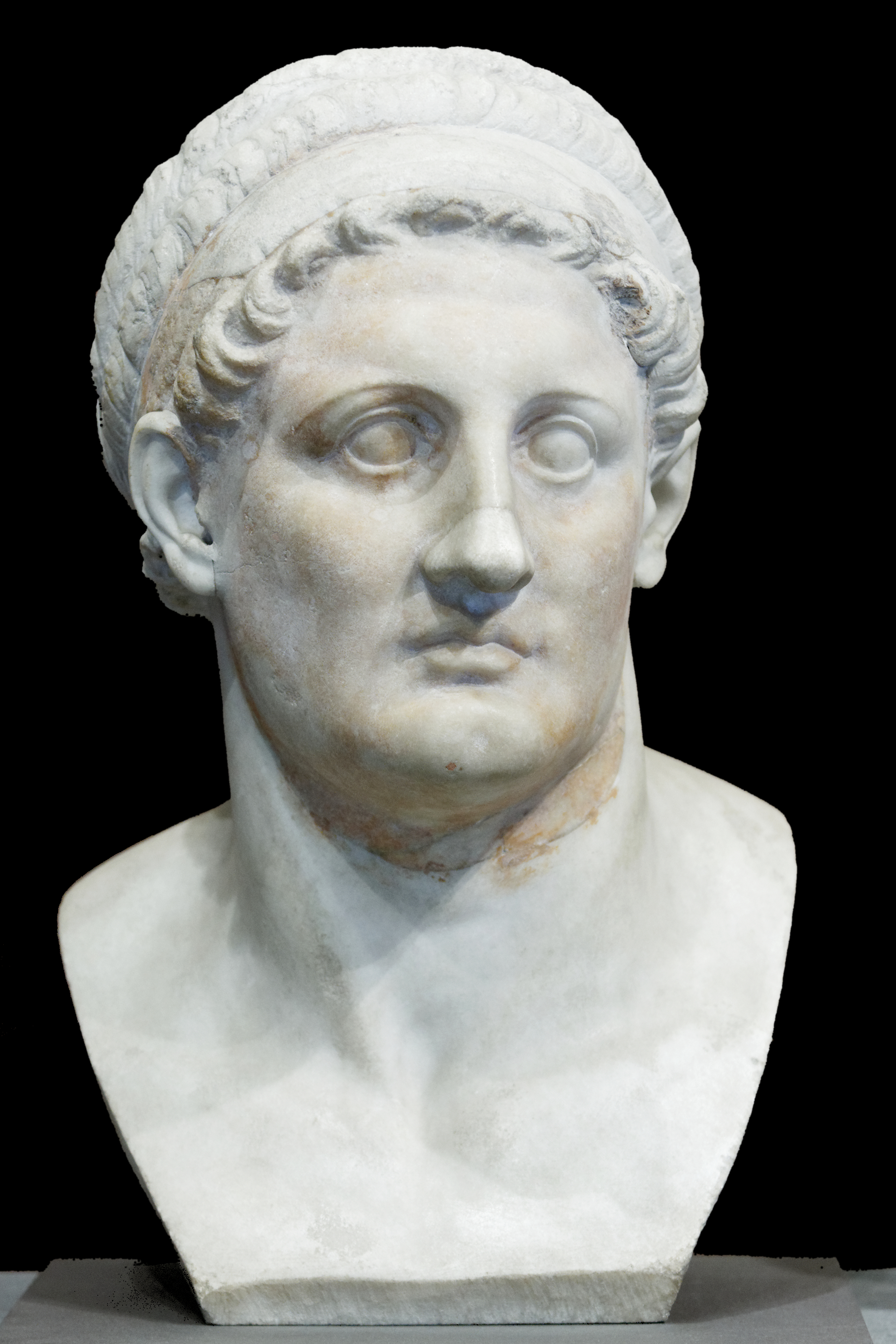
Ptolemaios I. wurde als einer der ersten hellenistischen Herrscher als Gott verehrt

Zunächst reichten die militärischen Erfolge der Diadochen bei ihrer Teilnahme an Alexanders Feldzügen aus, um sich Charisma und Legitimation zu verschaffen. Aufgrund fehlender Verwandtschaft der Diadochen mit den Argeaden ergab sich jedoch ein Legitimationsproblem. Da an erster Stelle der Legitimationsmittel die militärische Exzellenz stand, versuchten die Diadochen, auch ideell an Alexanders militärisches Genie anzuknüpfen. Selbst der Besitz bzw. der Bestattungsort von Alexanders Leichnam, um den hart konkurriert wurde, und seine Herrschaftsinsignien wie sein Siegelring dienten der Legitimation. Vor allem aber wurde der Personenkult, der sich um Alexander entwickelt hatte, von den Diadochen gefördert, um ihre eigene Machtstellung zu legitimieren. Das Legitimationsproblem verschärfte sich in der zweiten Generation. Daher wurde im Zuge einer strategischen Heiratspolitik mit den weiblichen Mitgliedern der Argeaden die Genealogie als zentrales Legitimationsmittel genutzt. Zum Teil wurden Verwandtschaftsverhältnisse mit dem makedonischen Herrscherhaus oder eine Gottessohnschaft einfach erfunden. So entstand etwa das Gerücht, Ptolemaios sei ein Halbbruder Alexanders. Insgesamt verliefen die Thronwechsel selten reibungslos; oft wurden konkurrierende Thronanwärter beseitigt. Die Rolle und der politische Einfluss der hellenistischen Königinnen hingen dabei stark von den Zeitumständen und den individuellen Eigenschaften der jeweiligen Frauen ab.
Ihre mit kultischen Symbolen wie Stier- oder Widderhörnern geschmückten Porträts ließen die Diadochen auf den Avers der Münzen setzen, wo traditionell die Porträts der Götter ihren Platz fanden. Die Ammonshörner wurden bereits in der Ikonografie von Alexander dem Großen verwendet und stellten eine Verbindung mit der göttlichen Sphäre her. Sie wurden von den Diadochen zunächst zum Zweck ihrer Legitimation übernommen. Die kultische Verehrung der hellenistischen Herrscher wurde aber zumindest anfangs nicht von ihnen selbst gefordert, sondern von außen, durch die „freien“ Poleis Griechenlands an sie herangetragen. Anders als in Makedonien und in den einstigen Gebieten des Perserreiches wurde die Monarchie in Griechenland grundsätzlich abgelehnt, was Könige wie Untertanen dazu zwang, diplomatisch geschickt vorzugehen. Ein Weg, um die faktische Übermacht der Könige in eine akzeptable Form zu gießen, war der Herrscherkult, durch den die Poleis die Könige als Herren anerkennen konnten, ohne sie de iure als Monarchen anzunehmen. Man konnte hier auf Vorläufer aus spätklassischer Zeit (z. B. Lysander) zurückgreifen. Die Herrscher wurden dabei vorerst nur „gottgleich“ genannt. Doch schon im Jahr 304 v. Chr. bezeichneten die Rhodier Ptolemaios I. als Gott und nannten ihn σωτήρ (Sōtēr, „Retter“). Die Diadochen nahmen solche, auf sie selbst bezogenen Kulthandlungen offenbar eher zögerlich an, während die nachfolgenden hellenistischen Könige den Herrscherkult bewusst forcierten, auch um die Dynastiebildung zu betreiben. Der typisch hellenistische Herrscherkult setzte, nach Vorläufern unter den ersten beiden Antigoniden, unter ihren Nachfolgern auf breiter Front ein. Dabei ist zu unterscheiden zwischen dem zentral verordneten Dynastiekult der Ptolemäer und späten Seleukiden und der kultischen Verehrung, die viele Könige in den griechischen Poleis genossen, denen sie im Gegenzug als Euergeten gegenübertraten.
Vor allem Hans-Joachim Gehrke hat die hellenistische Monarchie unter Rückgriff auf die Soziologie Max Webers als eine stark charismatisch geprägte Herrschaftsform gedeutet, in der Sieghaftigkeit und persönlicher Erfolg entscheidend für die Legitimität des Königs gewesen seien. Die herrscherliche Tracht war die eines makedonischen Feldherrn, ergänzt um das Diadem, und viele Könige zogen persönlich in die Schlacht, mit den entsprechenden Konsequenzen: 12 der ersten 14 seleukidischen Herrscher fanden im Kampf den Tod. In jüngerer Zeit wurde darauf hingewiesen, dass es im späten Hellenismus immer schwieriger geworden sei, diesem Anspruch gerecht zu werden. Diese Interpretationen sind allerdings nicht unwidersprochen geblieben; manche Forscher halten sie allenfalls für die Diadochen für zutreffend, andere gar nicht.
Die Diadochen und ihre Nachfolger regierten mit Hilfe schriftlicher Erlasse, die als Briefe (ἐπιστολή, epistolē) oder Verordnungen (πρόσταγμα, prostagma) formuliert wurden. Der für diese Erlasse zuständige Beamte hieß epistoliagraphos. Beraten wurde der Herrscher von einem Gremium aus sogenannten „Freunden“ (φίλοι, philoi) und „Verwandten“ (συγγενεῖς, syngeneis). Verschiedene Hofämter insbesondere im fiskalischen Bereich wurden von Eunuchen ausgeübt. Das wohl wichtigste Amt war das des Hausverwalters (διοικητής, dioikētēs), der für Verwaltung, Wirtschaft und Finanzen zuständig war. Man kann nach Ansicht mancher Forscher bereits zur Zeit der Diadochen von einem quasi „absolutistischen“ Staat sprechen. Entscheidenden Einfluss gewann die Herrschaftsform der hellenistischen Reiche auf die jüngere griechische Tyrannis, die Karthager und das römische Kaisertum.
Die Territorialstruktur der Diadochenreiche geht noch auf Alexander den Großen selbst zurück, der im Wesentlichen die Verwaltungsgliederung des Perserreiches beibehalten hatte. Das von Strategen und Satrapen verwaltete Königsland umfasste dabei den größten Teil des Alexanderreiches. Alexander hatte die militärischen Befugnisse der einheimischen Satrapen makedonischen Strategen übergeben, die nach seinem Tod nach und nach die gesamte Verwaltungsarbeit ihrer Gaue (νόμοι, nomoi) übernahmen. Die Strategen waren nun auch für das Siedlungswesen und die Justiz zuständig und wurden dabei von einem königlichen Schreiber (βασιλικὸς γραμματεύς, basilikos grammateus) unterstützt.
Besonders gut ist man dabei über die Verhältnisse im Ptolemäerreich, das aber teils einen Sonderfall darstellte, informiert. Der König konnte hier Teile des in Bezirke (τόποι, topoi) und Dörfer (κώμαι, kōmai) untergliederten Königslandes oder die Einkünfte daraus an seine Untergebenen vergeben. Ihre endgültige Form fand die Gauverwaltung im 3. Jahrhundert v. Chr. unter Ptolemaios III. (246–221). Die Außenbesitzungen gehörten nicht zum Königsland mit seiner Gaustruktur. Sie bildeten einen eigenen Territorialtypus, unterstanden aber ebenfalls Strategen. Zu den Außenbesitzungen des Ptolemäerreiches gehörten Kyrene, Teile Syriens und Kleinasiens, Zypern und die Küsten des Roten und des Indischen Meeres.
Im Seleukidenreich waren die Außenbesitzungen etwas anders organisiert, sie wurden je nach Größe und politischem System als Völker (ἔθνη, ethnē), Städte (πόλεις, poleis) oder Königreiche (δυναστεία, dynasteia) bezeichnet. Diese Enklaven, die nicht unter direkter Verwaltung des Diadochenherrschers standen, blieben in dieser Form bis zum Ende des Hellenismus bestehen. Einige davon machten sich jedoch im Laufe der Zeit selbstständig, insbesondere an der Peripherie des Seleukidenreiches. Im dritten großen hellenistischen Reich, Makedonien, knüpften die Antigoniden stärker als die anderen Monarchen an ältere Traditionen an.
Mehr als ihre Struktur hat die Verwaltung der Diadochenreiche die Nachwelt beeinflusst. Sie war in der Regel zentralistisch und wurde von Berufsbeamten organisiert. Dieser Beamtenapparat war keine Erfindung der griechischen Poliskultur, sondern stand in der Tradition des achaimenidischen und des pharaonischen Reiches. Im antiken Griechenland gab es Vergleichbares nur in der privatwirtschaftlichen Gutsverwaltung. Wie die Angestellten eines Gutes von dessen Besitzer, so waren die Beamten der hellenistischen Herrscher von ihrem König abhängig, der sie einsetzte, bezahlte, beförderte und entließ. Die Verwaltung der Diadochen legte den Grundstein für die feinziselierte und personalintensive Bürokratie der hellenistischen Zeit, wobei einheimische Beamte jedoch kaum zu höheren Ämtern zugelassen waren. Diese wurden in der Regel von Makedonen oder Griechen besetzt.

## Hellenistische Poleis

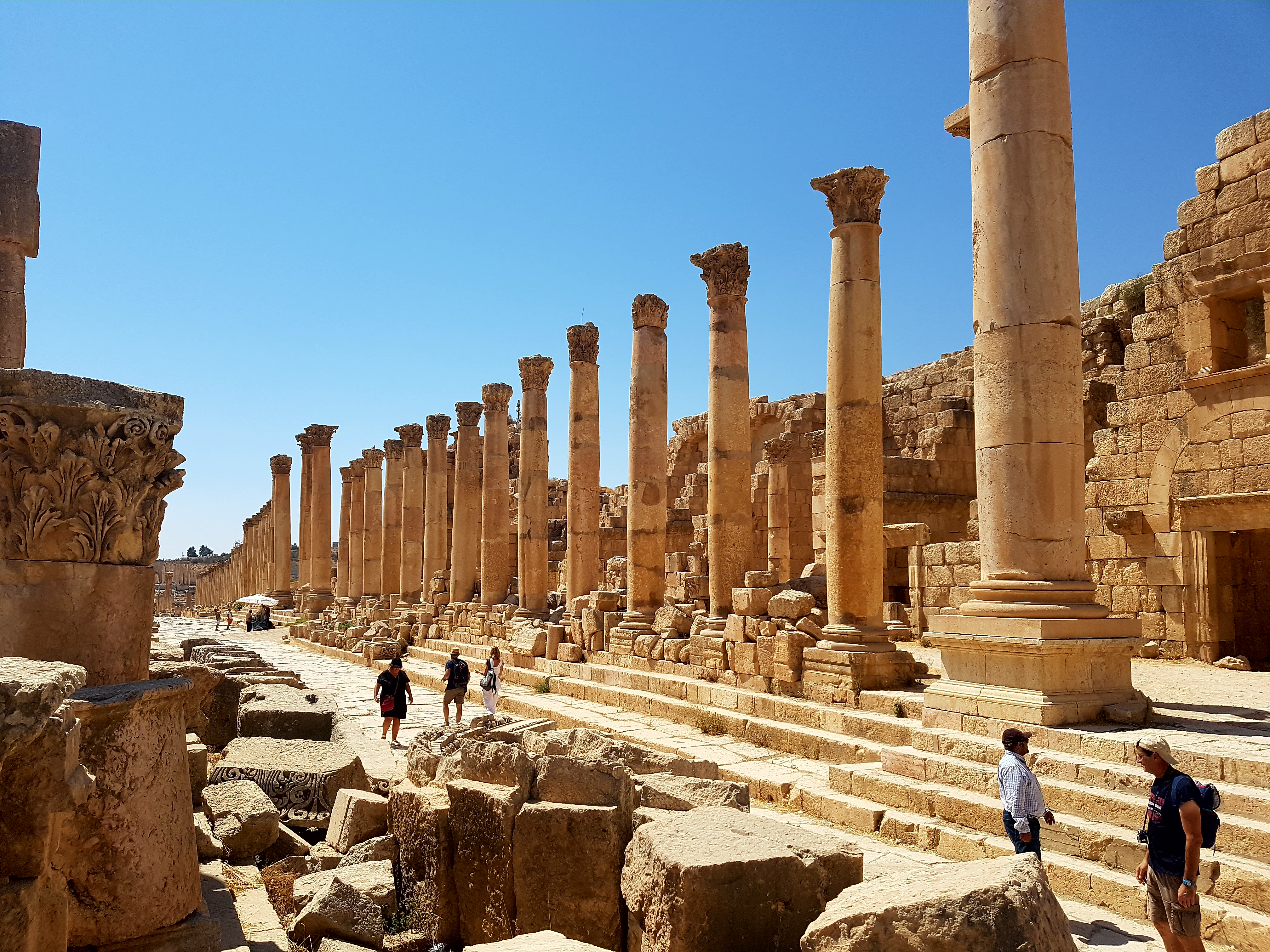
Ruinen der Stadt Gerasa im heutigen Jordanien. Gerasa blühte seit dem späten Hellenismus auf.

Für die meisten im Mutterland, in Kleinasien, im Schwarzmeerraum oder Unteritalien siedelnden Griechen blieb die Polis auch im Hellenismus der wichtigste soziale und rechtliche Organisationsrahmen. Die in der älteren Forschung verbreitete Ansicht, mit der griechischen Klassik sei auch die große Zeit der Poleis an ihr Ende gelangt, wird heute nicht mehr vertreten, zumal inzwischen eine große Zahl an Inschriften bekannt ist, die ihre Vitalität bezeugen; vielmehr gilt nun zumindest der frühe Hellenismus als eine Blütezeit der Städte. Auch viele ursprünglich nichtgriechische Orte begannen nun, sich als Poleis zu organisieren, so etwa Babylon und Jerusalem. Alexander und die Diadochen hatten zudem vor allem in Vorderasien zahlreiche neue Poleis gegründet, die teils am griechischen, teils am weniger autonomen makedonischen Vorbild orientiert waren, denn die städtischen Eliten stellten für die Monarchen wichtige Instrumente dar, um ihre Herrschaft in der Fläche auf direkte oder indirekte Weise ausüben zu können. Während manche Städte auch de iure einem König untertan waren, galten andere als frei. Aber auch große Poleis wie Athen, Sparta, Korinth, Ephesos oder Tarent hatten nun Mühe, ihre außenpolitische Unabhängigkeit zu wahren. Teils konnten sie allerdings versuchen, sich im Spannungsfeld der Großmächte durch geschicktes Agieren eine weitgehende Autonomie zu bewahren; insbesondere die Polis Rhodos war hier lange recht erfolgreich. Ebenso wie in Archaik und Klassik waren sie dabei oft von inneren Konflikten (Staseis) bedroht, die mitunter zu Bürgerkriegen eskalierten. Auch zur Errichtung von Tyrannenherrschaften kam es im Hellenismus immer wieder, so etwa in Syrakus 317 v. Chr. durch Agathokles oder in Athen um 300 v. Chr. durch Lachares und um 90 v. Chr. durch Athenion.
Ökonomisch erlebten viele Städte im Hellenismus eine Blüte, von der bis heute zahlreiche öffentliche Bauten zeugen. Umstritten ist, wie lange sich in der Mehrheit der hellenistischen Poleis demokratische Regierungsformen halten konnten. Die meisten Althistoriker gehen derzeit davon aus, dass die entscheidende Zäsur in dieser Hinsicht vielerorts erst in der Mitte des 2. Jahrhunderts v. Chr. anzusetzen sei, als die Römer ihre Hegemonie über den griechischen Osten etabliert hatten; andere nehmen an, dass die meisten Städte bereits seit dem 4. Jahrhundert von einer reichen Oberschicht dominiert worden seien, die vor allem im Rahmen des Euergetismus sichtbar wird. Unstrittig ist, dass es im Verlauf des Hellenismus zu einer Aristokratisierung kam, als deren Ergebnis die Poleis spätestens in der Kaiserzeit dann nicht mehr von der Volksversammlung, sondern von der im Stadtrat versammelten oligarchischen Elite, die zusehends den Charakter eines Erbadels annahm, regiert wurden.

## Bundesstaaten
Die meisten hellenistischen Poleis waren zu klein, um auf sich gestellt ihre Handlungsfreiheit gegenüber den Großmächten zu behaupten. Mit den spätgriechischen Städtebünden bzw. Bundesstaaten (κοινά, koina) entwickelte sich daher vor allem im griechischen Mutterland aus älteren Kult- und Kampfbünden noch eine weitere Regierungsform neben den hellenistischen Königreichen. Ihre wichtigsten Vertreter waren der Aitolische Bund in Nordwestgriechenland und der Achaiische Bund auf der Peloponnes. Diese Bundesstaaten bildeten sich ursprünglich meist in wirtschaftlich und kulturell unterentwickelten Gebieten, die nicht von einer mächtigen Polis wie Athen oder Theben dominiert wurden; doch im Hellenismus rückten die Bünde in den Mittelpunkt griechischer Politik und boten sogar den Königen Paroli. Der Arkadische Bund, der im 3. Jahrhundert im Achaiischen Bund aufging, gründete eine eigene Bundeshauptstadt, Megalopolis, um nicht unter die Vorherrschaft eines Mitglieds zu geraten. Andere Bundesrepubliken wählten alte Kultstätten als Versammlungsplätze ihrer Gremien, der Aitolische Bund zum Beispiel das Apollonheiligtum in Thermos, was auch ein Mittel war, den Zusammenhalt des Bundes zu festigen. Hinzu kam der (oftmals fiktive) Anspruch, einander durch gemeinsame Vorfahren verbunden zu sein.

Griechenland um 200 v. Chr.: Der Achaiische und Aitolische Bund dominieren Süd- und Mittelgriechenland.

Die griechischen Bundesstaaten bestanden aus mehreren, formal zumeist unabhängigen Poleis, die ihre außenpolitischen und militärischen Befugnisse an übergeordnete Instanzen delegiert hatten, in deren Gremien sie durch Delegierte vertreten waren. In der Regel gab es ein gemeinsames Heeresaufgebot und Institutionen wie Bundesversammlung, Rat und Magistraturen, manchmal auch eine gemeinsame Währung und Maßeinheiten. Die innere Autonomie der einzelnen Städte blieb allerdings prinzipiell erhalten, solange sie nicht gegen die Bündnistreue verstießen oder unter die Herrschaft von Tyrannen gerieten (der Tyrannisvorwurf war allerdings wohl mitunter nur ein Vorwand, um eine Intervention zu rechtfertigen). Einige „Tyrannen“ traten deshalb freiwillig zurück und strebten eine Karriere auf Bundesebene an. Der ehemalige Tyrann Aratos von Sikyon war sogar achtmal Stratege (Bundesfeldherr) des Achaiischen Bundes. Ansonsten mischte sich der Bund in der Regel nur ausnahmsweise in die inneren Angelegenheiten der Städte ein; er wandte sich allerdings gegen radikale Sozialreformen und Umsturzversuche und griff bei Konflikten zwischen seinen Mitgliedern ausgleichend ein, indem etwa Schiedsleute als Streitschlichter entsandt wurden, um Staseis zu verhindern.
Typisches Kennzeichen der hellenistischen Koina war ein gemeinsames Bundes- bzw. Bürgerrecht, das jedoch nicht das Polisbürgerrecht ersetzte. Als übergeordnete politische Instanz fungierte eine Bundesversammlung, deren Kompetenzen von Bund zu Bund variierten und die auch in der Regel jährlich wechselnde Bundesbeamte wählte, denen die Vertretung des Bundes nach außen und die Führung des gemeinsamen Heeres oblag. Die Bünde versuchten oft, ihren Machtbereich auszudehnen und wandten dabei durchaus auch Gewalt an; ein Beispiel ist der Versuch des Achaiischen Bundes, Sparta gegen den Willen vieler Bürger zu integrieren. Versuchte eine Polis, einen Bund zu verlassen, wurde dies mitunter gewaltsam unterbunden.

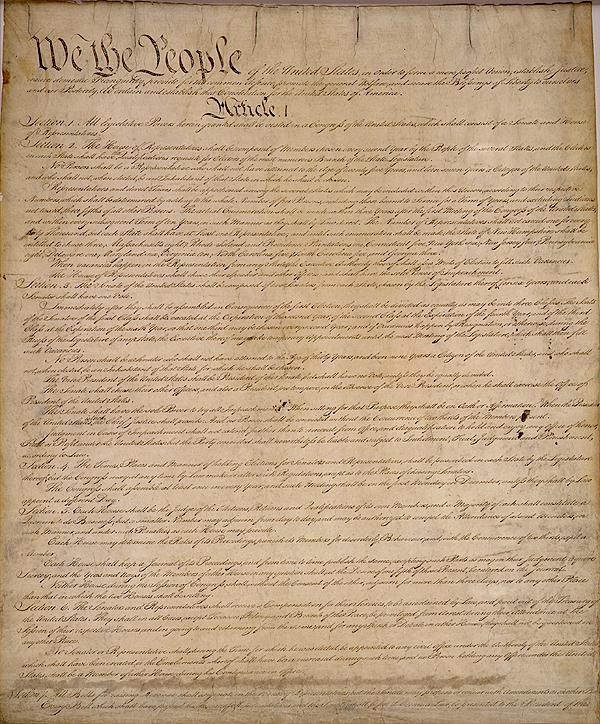
Die hellenistischen Bundesrepubliken inspirierten später die Väter der amerikanischen Verfassung

Ihren Höhepunkt erreichten die Koina im späten 3. Jahrhundert v. Chr. Im Verlauf des 2. Jahrhunderts gerieten die griechischen Bundesstaaten dann nach und nach unter römische Kontrolle, einige bestanden allerdings noch nach dem Ende der hellenistischen Zeit, etwa der Lykische Bund in Kleinasien, der noch unter römischer Oberherrschaft für Riten verantwortlich war und den lykischen Poleis als Sprachrohr gegenüber römischen Instanzen diente. Der Geschichtsschreiber Polybios, dessen Vater Lykortas zu den führenden Politikern des Achaiischen Bundes gehört hatte, idealisierte diesen Bund in seinem Werk und sah in ihm die Vollendung der „wahren“ (d. h. von Aristokraten wie ihm gesteuerten) Demokratie. Die neuzeitliche Staatstheorie beurteilte die hellenistischen Koina lange ähnlich positiv, so nannte Montesquieu den Lykischen Bund eine ideale Bundesrepublik und der Althistoriker Karl Julius Beloch die spätgriechischen Bundesrepubliken „die vollendetste Schöpfung auf politischem Gebiet, die den Hellenen und dem Altertum überhaupt gelungen ist“. Erst in der neueren Forschung wurde auch die machtpolitische Realität hinter den hehren Ansprüchen der Bundesstaaten deutlicher benannt.
Die Bundesstaaten der hellenistischen Zeit, deren eigentliche Blütezeit nur einige Jahrzehnte dauerte, gewannen insbesondere aufgrund ihrer Ansätze, sich als repräsentative Demokratie mit gewählten Vertretern der Mitgliedsstädte zu organisieren, dennoch entscheidenden Einfluss auf die Nachwelt. Selbst die Väter der amerikanischen Verfassung orientierten sich bei deren Entwurf an den Berichten Polybios’ und Strabons darüber. Die Koina galten als der beste Weg, vormoderne Flächenstaaten ohne ein monarchisches Zentrum und durch Repräsentation zu organisieren. Auch die Hauptstadt der Vereinigten Staaten, Washington, wurde daher, wie das achaiische Megalopolis, eigens zu diesem Zweck neu gegründet, nachdem der amerikanische Kongress zuvor abwechselnd in verschiedenen Städten getagt hatte.

## Heer und Kriegführung
Das Heer war vor allem für die Diadochenreiche von grundlegender Bedeutung. Es lässt sich grundsätzlich in drei große Gruppen einteilen: die makedonische Garde (ἄγημα, agēma), die aus Hopliten und Reitern bestand, die griechisch-makedonische Phalanx aus Schwerbewaffneten und eine wachsende Anzahl von auswärtigen Söldnern, die zumeist loyal waren, auf die insbesondere in der Spätzeit jedoch nicht immer Verlass war, falls sie ihren Sold nicht pünktlich erhielten.

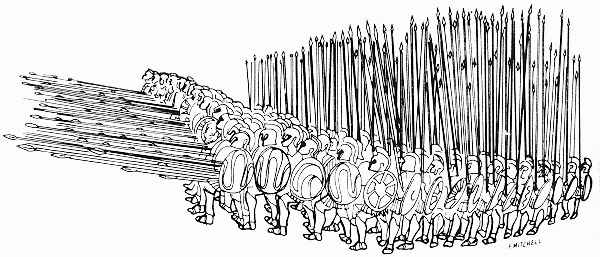
Im Hellenismus dominierte die makedonische Phalanx die Schlachtfelder, bis sich im 2. Jahrhundert v. Chr. erwies, dass sie der römischen Legion nicht gewachsen war.

Von der makedonischen Heeresversammlung (ἐκκλησία πάνδημος, ekklēsia pandēmos) hatten die hellenistischen Heere neben der Landesverteidigung insbesondere vier Aufgaben übernommen: die Ausrufung oder Bestätigung eines Königs (Akklamation), die Einsetzung von Vormündern für unmündige Könige, die Anerkennung königlicher Testamente und die Verurteilung politischer Gegner des Herrschers. In der Diadochenzeit ließ unter anderem Ptolemaios den Eumenes, Kassandros die Olympias und schließlich Antigonos den Kassandros vom Heer verurteilen. Der zu dieser Zeit noch sehr große Einfluss des Heeres ging jedoch immer mehr zurück, später konnten nur noch die Garnisonen der Hauptstädte der politischen Führung ihren Willen aufzwingen. Dennoch blieb der militärische Oberbefehlshaber (χιλίαρχος, chiliarchos) der zweite Mann im Staat neben dem dioikētēs.
Bereits die Diadochen verfügten über ein stehendes Heer, das mobil und ständig einsatzbereit war. In Kriegszeiten wurde es durch eine große Anzahl von Militärsiedlern (κάτοικοι κληροῦχοι, katoikoi klērouchoi) ergänzt, die von Seleukos in Städten, von Ptolemaios in Dörfern angesiedelt wurden. Mit dem System der Militärsiedler erreichten die hellenistischen Herrscher gleichzeitig zwei Ziele: Zum einen konnte der Sold ganz oder teilweise mit den Erträgen des von den Soldaten im Frieden bebauten Landes abgegolten werden, zum anderen waren sie in dieser Zeit Landarbeiter und damit Steuerzahler, welche die stark ausgebaute Verwaltung und die ständigen Kriege mitfinanzierten. Die Militärsiedler waren meist griechische Einwanderer und errichteten die für sie neu gegründeten Städte selbst. Allerdings wurden durchaus auch Söldner angeworben und – zunächst nur vereinzelt, in späterer Zeit regulär – einheimische Truppen in die Phalanx integriert.
Eine Einschätzung der Größe dieser Heere ermöglicht unter anderem Appian, der berichtet, das Ptolemäerreich habe über 200.000 Fußsoldaten, 40.000 Reiter, 300 Kriegselefanten, 2.000 Streitwagen, 1.500 große und 2.000 kleine Kriegsschiffe verfügt. Allerdings sind die genauen Zahlen kaum zu ermitteln, da antike Historiker in dieser Hinsicht oft übertrieben. Dennoch kann kein Zweifel daran bestehen, dass die hellenistischen Heere, verglichen mit den Armeen der klassischen Zeit, gewaltig waren. Die Zahlenangaben für die Schlachten von Ipsos (301 v. Chr.), Raphia (217 v. Chr.) und Magnesia (190 v. Chr.), die bei gut 70.000 Soldaten pro Seite liegen, dürften durchaus realistisch sein.

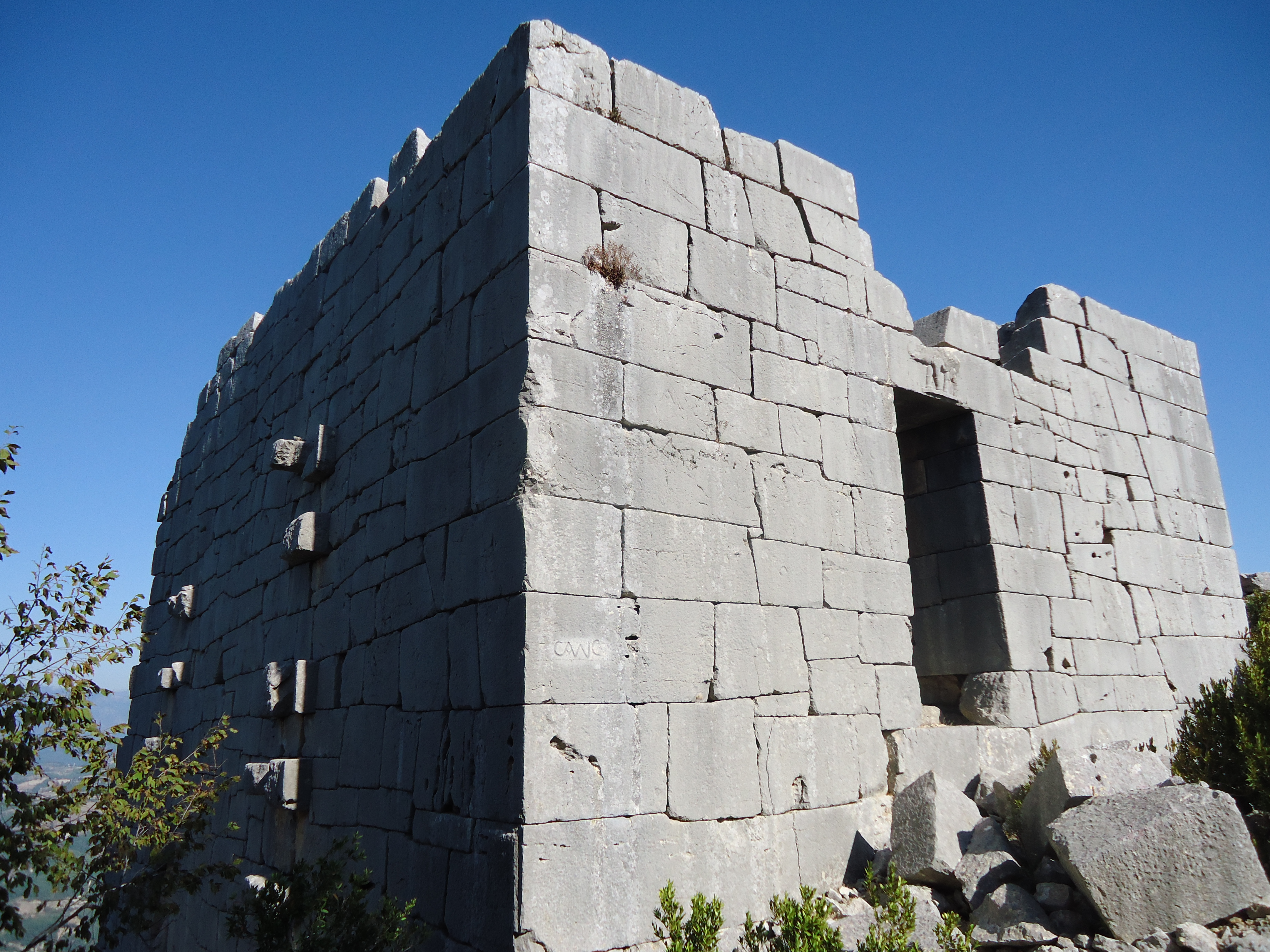
Ein hellenistischer Geschützturm mit seleukidischem Elefantenrelief über dem Türsturz.

Im Hellenismus wurden auch einige neue Waffengattungen eingeführt. Der Einsatz von Kriegselefanten geht auf Seleukos zurück, der in Apameia 500 indische Elefanten hielt, die er von dem Mauryakönig Chandragupta erhalten hatte und bei Ipsos eine schlachtentscheidende Rolle spielten. Außerdem wurden Kamele, gepanzerte Reiter (κατάφρακτοι, kataphraktoi) und erstmals im großen Stil Belagerungsmaschinen eingesetzt, wobei die Belagerungstechnik nun gewaltige Fortschritte machte, während zugleich vielerorts starke Festungsanlagen errichtet wurden. Die meisten Poleis waren im Hellenismus nicht mehr zu selbständigen Feldzügen in der Lage, gerade wegen der steten Gefahr einer Belagerung bemühten sich viele Städte aber um eine militärische Ausbildung ihrer Bürger.
Demetrios Poliorketes, der Sohn des Antigonos, ließ riesige Großkampfschiffe mit bis zu sechzehn Reihen von Ruderern bauen und gab so der Kriegsmarine wichtige Impulse. Die Größe der Kriegsschiffe wuchs in der Diadochenzeit ungewöhnlich schnell. Die größten Schiffe der Euphratflotte Alexanders des Großen besaßen lediglich fünf Reihen, bereits zur Zeit der Schlacht bei Ipsos 301 v. Chr. ließ Demetrios aber dreizehnreihige Schiffe bauen. Die sechzehnreihige Hekkaidekere (ἑκκαιδεκήρης) markierte dann den Höhepunkt der auf praktischen Nutzwert ausgerichteten Schiffsentwicklung. Die später von den Ptolemäern gebauten zwanzig-, dreißig- und vierzigreihigen Schiffe waren dagegen wohl reine Schaustücke, die nur in sehr kleinen Stückzahlen gebaut wurden.

## Wirtschaft

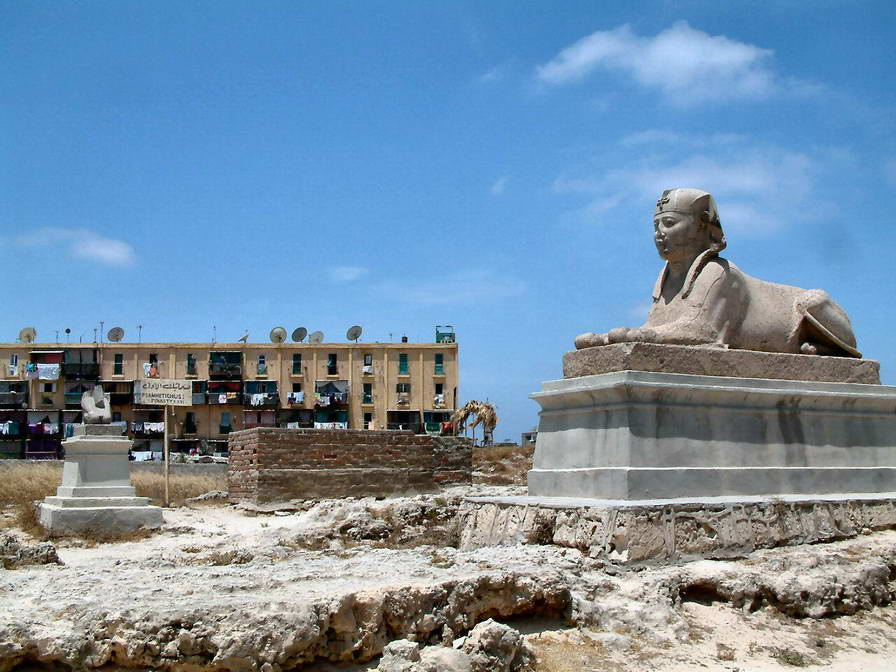
Alexandria war das wirtschaftliche und kulturelle Zentrum der hellenistischen Welt

Die Eroberungen Alexanders im Osten befreiten die griechische Welt nach Ansicht vieler Forscher aus einer Krise, in die sie durch Überbevölkerung, Verarmung der Massen, Niedergang des Handels und extreme Zusammenballung des Reichtums in den Händen weniger gelangt war. Die eroberten Gebiete boten Möglichkeiten zur Auswanderung und Ausweitung des Handels mit dem Orient. Sie leiteten eine, wenn auch relativ kurze, Periode des Wohlstands durch Intensivierung des Handels und Steigerung der Exporte ein, die freilich bald durch die Diadochenkriege gestört wurde.
Die Diadochenreiche betrieben eine planmäßige Wirtschaftspolitik, deren Grundlage eine bis ins Detail durchorganisierte Landwirtschaft bildete. Im seleukidischen Babylonien machten die Makedonen den Weinbau heimisch, Ägypten entwickelte sich mit Hilfe moderner Anbaumethoden zum wichtigsten Getreideexporteur im östlichen Mittelmeerraum. Für das Ptolemäerreich, dessen Herrscher etwa ein Drittel der landwirtschaftlichen Erträge erhielt, lassen Papyrusfunde auf eine echte staatliche Planwirtschaft schließen. Das Prinzip dieses noch auf die Pharaonen zurückgehenden Wirtschaftssystems bringt ein Papyrus aus Tebtynis auf den Punkt:
„Niemand hat das Recht, zu tun, was er will, denn alles ist aufs Beste geregelt.“
Durch die Beseitigung von Korruption, wirtschaftlichem Leerlauf und oftmals chaotischen Privatinitiativen wurde Ägypten zum wohlhabendsten Land und der Ptolemäerkönig zum reichsten Mann der antiken Welt. Er profitierte dabei nicht zuletzt von der Einbeziehung der reichen Tempelbezirke, die vorher eine Art Staat im Staate bildeten. Seine Hauptstadt Alexandria blieb bis in die Zeit des römischen Kaisers Augustus der größte Handelsplatz der damals bekannten Welt.

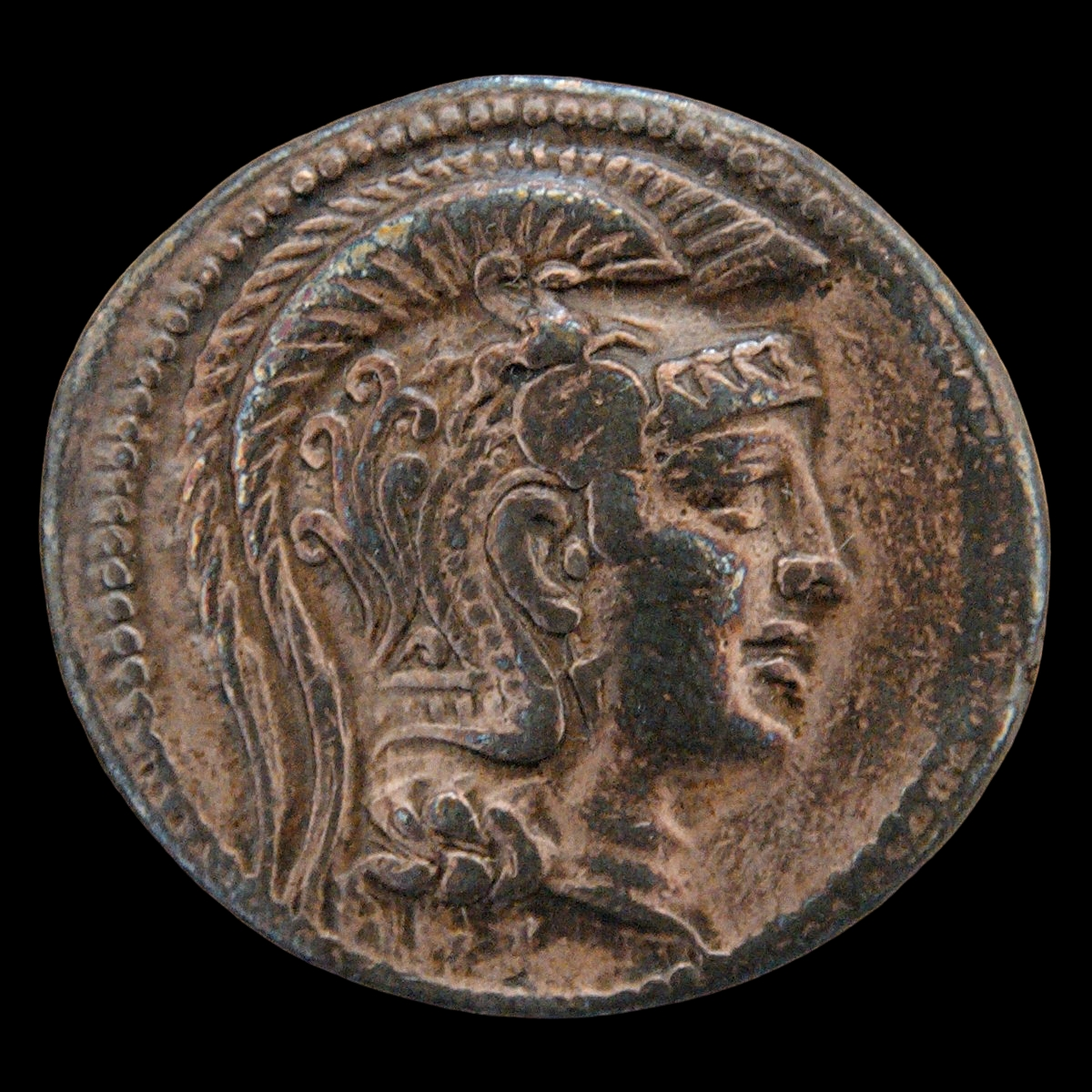
Tetradrachme aus hellenistischer Zeit

Auch die Münzprägung stand unter der Kontrolle des Königs. Zunächst war der attische Münzfuß die Basis des hellenistischen Geldwesens, später stellte das Ptolemäerreich, dessen zweitwichtigster Hafen die phönikische Stadt Tyros war, auf den phönikischen Münzfüß um. Im Umlauf waren Münzen aus Gold für außenpolitische Zwecke, aus Silber für die griechischstämmigen Untertanen und aus Bronze für den Gebrauch der Einheimischen. Der Geldwechsel war wie das Bankwesen insgesamt in den Händen des Staates. In Ägypten wickelte die königliche Staatsbank (βασιλικὴ τράπεζα, basilikē trapeza) auswärtige Geldgeschäfte über ihre Hauptstelle in Alexandria und den inländischen Zahlungsverkehr über zahlreiche Zweigstellen im ganzen Reich ab. Von internationaler Bedeutung war außerdem die Bank auf der Insel Delos. Alle Bankgeschäfte wurden mit Hilfe der in Athen entwickelten Buchführung schriftlich dokumentiert.
Eine wichtige Rolle im Wirtschaftsleben der hellenistischen Monarchien spielten zudem die königlichen Lagerhäuser (θησαυροί, thēsauroi). Neben dem Handel mit Naturalien wie Getreide boten sie auch zahlreiche Finanzdienstleistungen an. Die Einnahmen der Lagerhäuser bildeten gemeinsam mit den Erträgen der Krongüter, die von einem idiologos (ἰδιολόγος) geleitet wurden, den Zöllen und den von Steuerpächtern (τελώναι, telōnai) eingetriebenen Steuern die Grundlage des Staatshaushalts. Dieser umfasste als wichtigste Posten die Hofhaltung, die Bezahlung der Soldaten und Beamten, den Flottenbau sowie außenpolitische Ausgaben wie Tribute. Steuerhinterziehung wurde mit Gefängnis oder dem Verkauf in die Sklaverei bestraft.
Im Bereich des Gewerbes blieb privaten Unternehmern mehr Spielraum. Dieser wurde jedoch durch umfangreiche Monopolbestimmungen begrenzt. Sache des Staates waren Grundnahrungsmittel wie Öl, Salz, Fisch, Bier, Honig und Datteln, die Herstellung von Papyrus, Textilien, Glas und Luxusartikeln und das Transportwesen, aber auch der Außenhandel. Die hellenistischen Staaten schützten die eigene Wirtschaft durch Zölle von bis zu 50 Prozent und erreichten nicht zuletzt durch eine Erweiterung des Osthandels beträchtliche Außenhandelsüberschüsse. Die Seleukiden profitierten von ihrer günstigen Lage an der Seidenstraße und bauten die Transportwege und -häfen beständig aus. Wichtigstes Exportgut des Seleukidenreiches waren Sklaven. Da im eigenen Land aufgrund der Leibeigenschaft nur wenig Bedarf für Sklaverei bestand, wurden Gefangene aus eroberten Städten nach Griechenland und Italien verkauft. Durch den Aufstieg Roms verlagerten sich die Handelsströme jedoch seit der zweiten Hälfte des 2. Jahrhunderts v. Chr. allmählich: Die im Orient produzierten Waren wurden nunmehr meist unter Umgehung Griechenlands direkt nach Italien verschifft.

## Gesellschaft und Sozialstruktur
Die Diadochenreiche hatten für antike Verhältnisse eine recht große Bevölkerung: Die Einwohnerzahl des Seleukidenreiches wird auf dreißig, die des Ptolemäerreiches auf etwa acht Millionen geschätzt. Dabei waren die Staaten der hellenistischen Zeit durch zwei große Gegensätze geprägt: die Aufteilung in Nationalitäten und die Trennung in soziale Schichten.

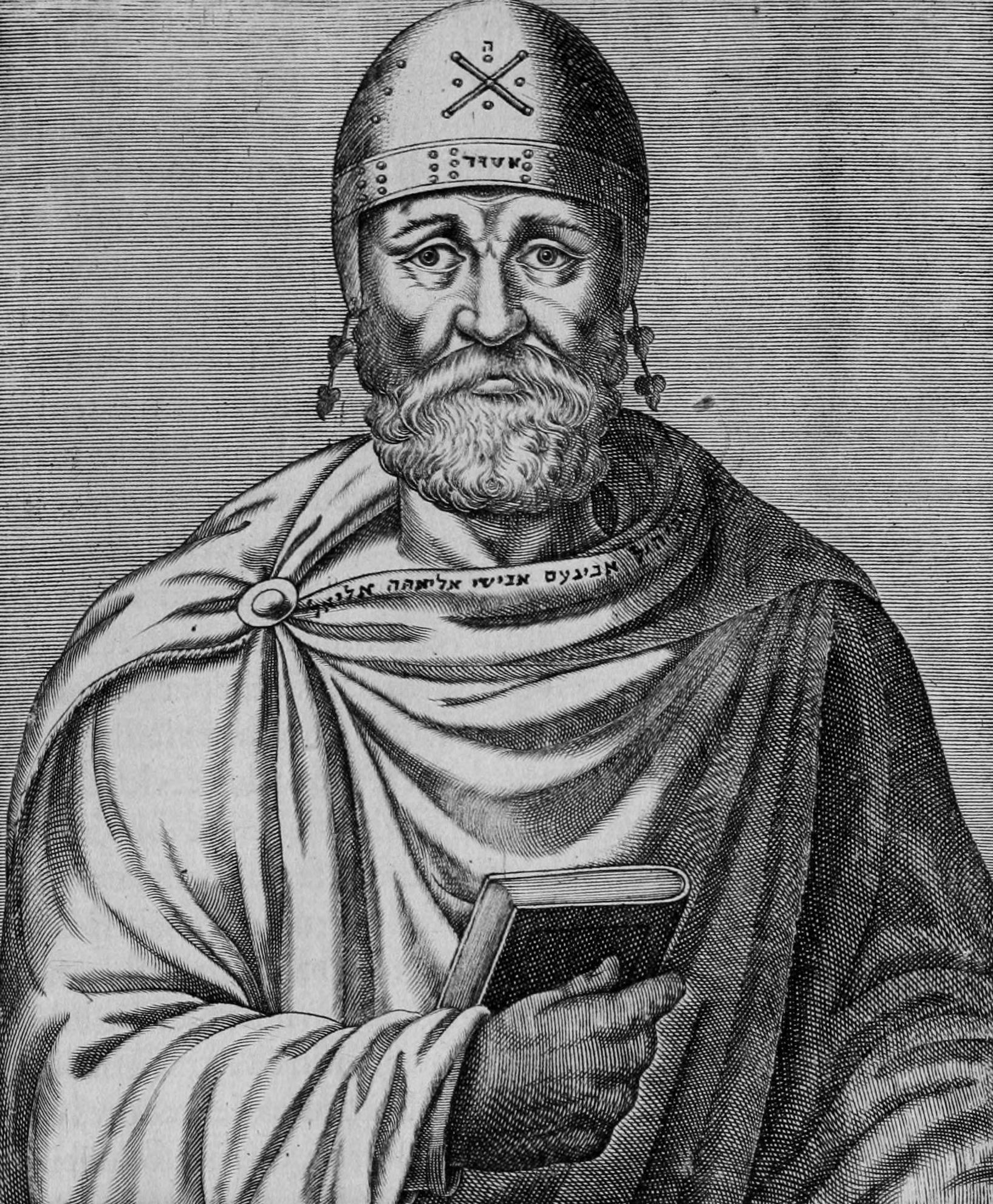
Philon von Alexandria ist eine wichtige Quelle zum hellenistischen Ägypten (Fantasiedarstellung von 1584)

Der bedeutendere Gegensatz war der zwischen Griechen und Orientalen. Philon von Alexandria bezeugt die Existenz einer Zwei-Klassen-Gesellschaft: Ägypter wurden mit der Peitsche, Griechen lediglich mit dem Stock gezüchtigt. Die Diadochen gaben die von Alexander geförderte Gleichberechtigung der beiden Gruppen weitgehend auf und führten bald eine Trennung zwischen einheimischen und griechischen Funktionsträgern durch. Seleukos entzog den einheimischen Satrapen den militärischen Oberbefehl zugunsten griechischer Strategen, Ptolemaios verzichtete beim Aufbau seines Militär- und Verwaltungsapparates ganz auf Einheimische, die nur noch auf der Ebene der Dorfschulzen politische Verantwortung tragen durften. In dieses Bild einer Apartheidsgesellschaft avant la lettre passt, dass Mischehen untersagt waren und jede Bevölkerungsgruppe einem eigenen Recht unterlag. Prozesse zwischen Menschen verschiedener ethnischer Gruppen wurden vor besonderen Gerichten verhandelt. Der ethnische Gegensatz zwischen Einwanderern und Orientalen war also noch größer und bedeutender als der zwischen Sklaven und Freien. Dabei war aber nicht mehr als ein Prozent der Bevölkerung griechischer Herkunft.
Die Diadochen und ihre Nachfolger wollten das griechische Element in ihren Staaten stärken und begünstigten deshalb die Einwanderer, von denen im Laufe der Zeit Hunderttausende kamen. Griechen traten als Soldaten oder Beamte in den Königsdienst und ließen sich in den griechischen Städten des Ostens, in denen sie auch als Privatleute sofort das Bürgerrecht erhielten, als Händler, Gewerbetreibende oder als zum Kriegsdienst verpflichtete Bauern (Katöken) nieder, wofür sie eine Landzuteilung erhielten. Auch Galater und Juden wurden ins Heer aufgenommen, die Städte nahmen auch Juden und Phönizier auf. Unter den eingewanderten Griechen nivellierten sich schon bald die Unterschiede: Die lokalen Traditionen traten zurück und es entstand eine gesamtgriechische Verkehrssprache, die κοινή, koinē. Ihre Bedeutung zeigt sich darin, dass das Alte Testament in diese Sprache übersetzt und das Neue sogar in ihr abgefasst wurde. Die Entwicklung einer griechischen Hochsprache in der Zeit des Hellenismus legte so gleichsam den Grundstein für die spätere Verbreitung des Christentums.
Die Makedonen blieben am längsten kulturell eigenständig. Die Bezeichnung „Makedone“ wurde jedoch schon bald zum Standesbegriff und wurde später selbst von Juden geführt. Die Zugehörigkeit zur griechischen Kultur war das Ziel vieler Orientalen. So bezeichnete Manetho, der die Liste der Pharaonen aufstellte, die Stammväter von Griechen und Ägyptern als Brüder, König Pyrrhos I. von Epirus führte seine Herrschaft auf Achilleus zurück. Selbst die Römer beriefen sich vor Seleukos auf eine angebliche Blutsverwandtschaft über ihre sagenhaften trojanischen Ahnen. Dabei galt allgemein das Wort des Philosophen Isokrates. Dieser hatte erklärt:
„Grieche ist man nicht durch Geburt (γένος, genos) und Aussehen (φύσις, physis), sondern durch Vernunft (διάνοια, dianoia) und Bildung (παίδευσις, paideusis).“
Langfristig wurde dadurch trotz der rigiden Trennung der ethnischen Gruppen eine Vermischung von Griechen und Orientalen erleichtert. Im Niltal wurden die Griechen ägyptisiert und die Ägypter hellenisiert. Besonders entgegenkommend zeigte sich Ptolemaios gegenüber den Fellachen, wohl vor allem, um mögliche Aufstände zu verhindern. Jedenfalls nahm der Wohlstand der ägyptischen Bauern in der frühen Diadochenzeit zeitweise so weit zu, dass ein Fellache mehr verdiente als ein griechischer Arbeiter auf Delos. In Mesopotamien erfolgte nur eine begrenzte Hellenisierung. Eine Ausnahme bildet nur Seleukeia-Ktesiphon, wo nur Griechen das Bürgerrecht erhielten. Doch schon gegen Ende des 2. Jahrhunderts v. Chr. finden sich kaum noch griechische Namen in Mesopotamien.
Eine wesentlich geringere Rolle als der Gegensatz zwischen den verschiedenen Nationalitäten spielte die soziale Schichtung. Einen Adel im Sinne einer Erbaristokratie in eigentlichen Sinne gab es nicht. Die Griechen waren gerade erst eingewandert und konnten so kaum mit der Leistung ihrer Vorfahren prunken, und die Bedeutung des vor allem in Persien zunächst noch vorhandenen einheimischen Adels nahm ebenso schnell ab wie die des makedonischen. Dies lag auch im Interesse der hellenistischen Herrscher, deren Beamtenapparat darauf angewiesen war, dass Ämter nach Tüchtigkeit und nicht nach Geburt vergeben wurden (Meritokratie). Deshalb waren vom König verliehene Ränge zunächst nicht erblich. Stattdessen entstand vor allem im Seleukidenreich ein durch Fernhandel reichgewordenes Bürgertum.

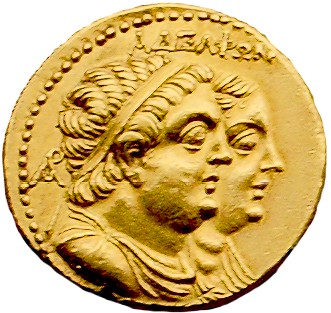
Arsinoë II. (hinten) mit ihrem Bruder Ptolemaios II., der eine Königsbinde trägt

Auch die Sklaven waren in den meisten Teilen der hellenistischen Welt wohl weniger zahlreich und auch weniger bedeutend als in anderen antiken Staatswesen. Zumindest für Ägypten kann mit einiger Sicherheit von einer geringen wirtschaftlichen und gesellschaftlichen Bedeutung der Sklaverei ausgegangen werden, die Anzahl der Sklaven im Seleukidenreich lässt sich hingegen nur schwer ermitteln. Die Landarbeit wurde von Fellachen betrieben, den laoi, die rechtlich nicht als Sklaven galten. Ehen zwischen Freien und Unfreien waren relativ häufig. Von den Tempelsklaven (ἱεροδοῦλοι, Hierodulen) abgesehen gab es vor allem in den Privathaushalten reicher Griechen Sklaven, diese waren also kaum in der Produktion tätig. Sie galten als Luxusgut und unterlagen deshalb einer besonderen Steuer. Der Freikauf von Sklaven wurde erst um 200 v. Chr. üblich. Kriegsgefangene im Sklavenstatus kamen dagegen schon unter den Diadochen vor. Diese arbeiteten vor allem in königlichen Steinbrüchen und Bergwerken. Mehrere Sklavenrevolten sind für den Hellenismus bezeugt, darunter in Sizilien und Attika.
Die Stellung der Frauen war in hellenistischer Zeit im Vergleich zur klassischen Zeit relativ gut. Sie gewannen das Recht, selbstständig Unternehmen zu führen und vor Gericht im eigenen Namen auszusagen. Auch waren ihnen alle Stufen der Schulbildung zugänglich. Frauen besuchten das Gymnasion, betätigten sich als Dichterinnen oder Philosophinnen und organisierten sich in eigenen Vereinen. Wie Inschriften aus Kleinasien, Sparta und Kyrene zeigen, machten sich Frauen durch Stiftungen einen Namen und übernahmen politische Ämter. In Delphi und Priene amtierten Frauen sogar als Archonten. Zudem erhielten bedeutende Frauen das Bürgerrecht auswärtiger Städte. Frauen aus dem Königshaus wie Arsinoë II., die Tochter des Ptolemaios, und später Kleopatra, griffen sogar aktiv in die Politik ein. Allerdings wurden noch immer neugeborene Mädchen weit häufiger ausgesetzt als Jungen. Dieses Schicksal traf aber nur selten die Töchter von Sklavinnen, da Unfreie allgemein als Luxusgüter begehrt waren.

## Religion und Kult
Die Diadochen gestatteten ihren Untertanen die Verehrung einheimischer Götter. Man neigte dazu, in den fremden Religionen Asiens und Ägyptens die eigenen Kulte und Gottheiten wiederzuerkennen. Die wohl folgenreichste religionspolitische Neuerung war die Einführung des synkretistischen Sarapiskults durch Ptolemaios. Sarapis war eine Verschmelzung aus den ägyptischen Göttern Osiris und Apis und dem griechischen Göttervater Zeus. Er machte zugleich Anleihen bei Dionysos und Hades. So wurden nach der Interpretatio Graeca vermehrt auch andere griechische und orientalische Götter gleichgesetzt, beispielsweise die Erntegöttin Demeter mit Isis, der Gattin des Osiris. Diese neuen synkretistischen Götter waren an keine Polis und kein Heimatland mehr gebunden; sie erfuhren sofort internationale Verehrung. So breitete sich der Sarapis-Kult in der gesamten Ägäis aus. Die nach äygptischem Vorbild entstandenen Einweihungs- und Erlösungskulte bildeten überregionale Bruderschaften, Vorläufer der Kirchen, die sich über den gesamten Mittelmeerraum verbreiteten. Zum syrischen Einfluss muss man die Verbreitung des Adonis-Kultes in hellenisierter Form rechnen. Phrygien trug den Kult der Großen Mutter Kybele bei, und selbst JHWH erschien in Form des Sabazios, einer Gestalt des Dionysios.
Während Seleukos den Kultstätten einen eigenen rechtlichen Status zubilligte und ihnen eine durch Tempelversammlung (ἐκκλησία, ekklēsia) und Kultvereine organisierte Selbstverwaltung gestattete, versuchte Ptolemaios, die reichen Heiligtümer Ägyptens in seinen Verwaltungsapparat zu integrieren. Die Ptolemäer ließen sich als σύνναοι θεοί (synnaoi theoi) in den Tempeln mitverehren und ernannten die Priester selbst. Griechische Kontrollbeamte übernahmen die Aufsicht über die Tempelwirtschaft, selbst griechische Priester kamen vor. Die Erträge der Tempel wurden besteuert und ihr Asylrecht eingeschränkt, der Kult selbst blieb jedoch weitgehend in seiner vorhellenistischen Form erhalten.
Nicht nur in Ägypten genossen die Diadochen göttliche Ehren. Ein anlässlich seiner Rückkehr in das von ihm besetzte Athen etwa 291 verfasster Hymnus an Demetrios, den Sohn des Antigonos, gibt einen seltenen Einblick in die begleitende Rhetorik:
„Freue dich, Sohn des mächtigen Gottes Poseidon [Anspielung auf seine oben genannte Flotte] und der Aphrodite [Schmeichelei gegenüber seiner Schönheit]. Denn die anderen Götter sind weit entfernt oder sie existieren überhaupt nicht, oder sie kümmern sich nicht um uns. Dich aber sehen wir gegenwärtig, nicht aus Holz oder Stein [wie die Kultbilder in den Tempeln], sondern wirklich.“
Neben solche – teils spontane, meist aber mit dem Herrscher abgesprochene – Ehrungen seitens der Poleis trat bei den Ptolemäern, den Seleukiden und später den Attaliden der reichsweit verordnete dynastische Kult. Bereits Alexander forderte 324 die Griechenstädte auf, ihn als Sohn des Zeus zu verehren. Schon seine Rückkehr aus Indien hatte Alexander in Anlehnung an den Dionysos-Mythos mit einem rauschenden Fest gefeiert (komos). Dionysos selbst sollte in der Folgezeit im Rahmen des hellenistischen Herrscherkults eine wichtige Rolle spielen. Seine Wesenszüge gestatten ihm, alle möglichen Elemente thrakischer, asiatischer und ägyptischer Elemente in sich aufzunehmen, vor allem der Götter, die jung gestorben wiederauferstanden und als Sühneopfer für das Heil der Menschheit angeboten wurden und dann über den Tod triumphierten. Unter Ptolemaios XII. dominierte der Kult in Ägypten so stark, dass man dem König den Beinamen Neos Dionysos gab.

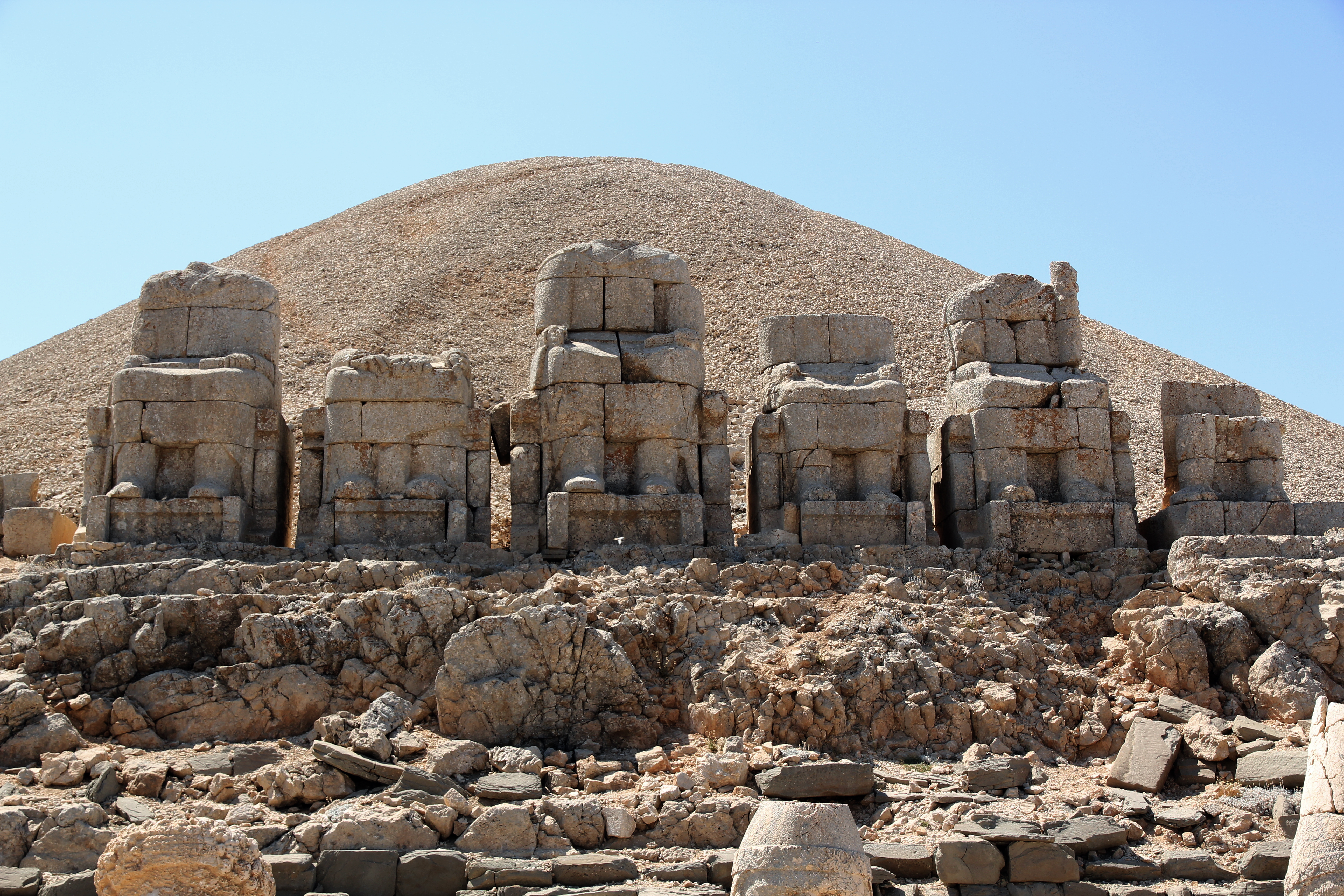
Auf dem Gipfel des Nemrut Dağ ließ König Antiochos von Kommagene ein großes Heiligtum errichten, in dem er gemeinsam mit anderen Göttern kultische Ehren empfangen sollte.

Die Diadochen setzten auch den an den Dionysos-Mythos anschließenden Alexanderkult fort, dessen Zentrum im ptolemäischen Ägypten Alexanders Grab (σῆμα, sēma) in Alexandria bildete. Zudem förderten sie Legenden über ihre eigene göttliche Abstammung. Bald schon fand allgemeine Verbreitung, dass Herakles der Ahnherr der Ptolemäer und Apollon der Stammvater der Seleukiden sei. Während in Makedonien eine kultische Verehrung des Herrschers nicht stattfand, wurde sie in den anderen beiden Reichen bald schon im großen Stil praktiziert. Bei den Ptolemäern gab es bereits sehr früh (unter Ptolemaios II.) einen dynastischen Kult, während im Seleukidenreich wohl erst unter Antiochos III. entsprechende Schritte eingeleitet wurden. In diesem Zuge entstand auch die von den Ptolemäern bald übernommene Institution des Oberpriesters (ἀρχιερεύς, archiereus), in dessen Zuständigkeitsbereich neben nicht näher bekannten administrativen Aufgaben auch der Herrscherkult fiel. Zu Ehren der hellenistischen Herrscher wurden regelmäßig Festspiele nach dem Vorbild der Olympischen Spiele abgehalten, die Gäste aus aller Welt anzogen. Allerdings war die Akzeptanz fremder Götter mit Ausnahme der Isis im oberflächlich hellenisierten Mesopotamien geringer als in anderen Teilen des Seleukidenreichs.

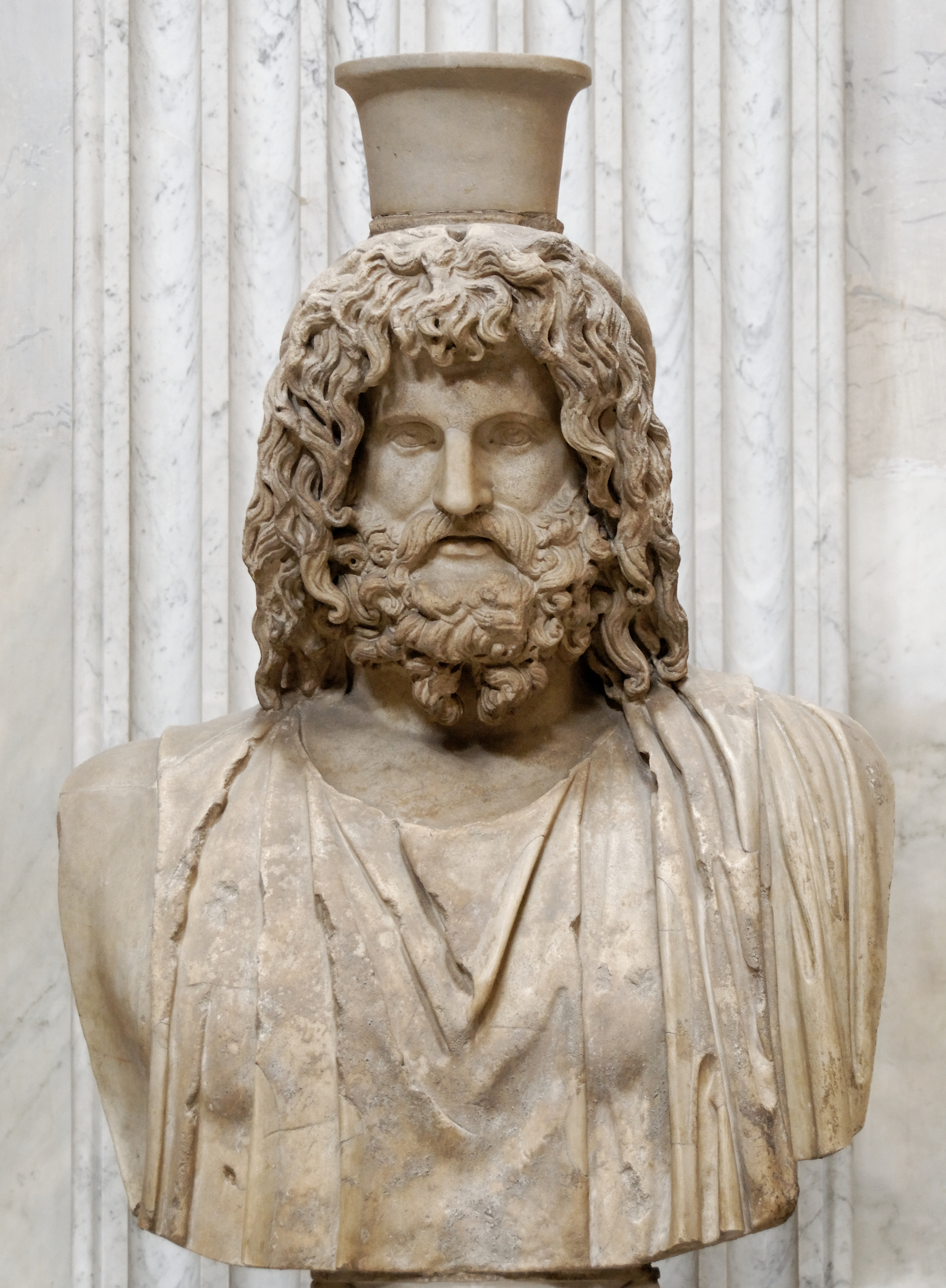
Büste des Sarapis

So trafen in hellenistischer Zeit griechisch-makedonische Vorstellungen von der Götterwelt auf lokale orientalische Kulte, woraus sich jeweils spezifische wechselseitige Beeinflussungen ergaben. Die polytheistische Grundhaltung der Monarchen ermöglichte die Koexistenz. In Alexandria bildete sich die größte jüdische Gemeinschaft außerhalb Jerusalems. Nach allerdings unsicheren (da jüdisch-apologetischen) Nachrichten bildeten die Juden in Alexandria ein eigenes politeuma mit gewissen Privilegien. Ebenfalls in hellenistischer Zeit begann die Arbeit an der Septuaginta, der griechischen Fassung des Alten Testaments. Der älteste außerbiblische Bericht über den Exodus stammt aus der Aegyptiaca des Hekataios von Abdera (um 300 v. Chr.). In seinem am Hof des Ptolemaios verfassten Werk berichtet er, dass die Juden während einer Pest aus Ägypten vertrieben und von ihrem weisen Gesetzgeber (dem biblischen Mose?) nach Judäa geführt wurden. Die Schriften des Hekataios beeinflussten offenbar auch Manetho, der in ähnlicher Weise über die Herkunft der Juden schrieb. Insgesamt waren die Juden einem Hellenisierungsprozess unterworfen, der auch dank der Unterstützung durch Seleukos und die ersten Seleukiden zu einer weitgehenden Gleichberechtigung mit den Griechen führte. So entstand das hellenistische Judentum.
Die neuen orientalischen Einweihungs- und Erlösungsreligionen mit ihren mystisch-orgiastischen Kulten wurden mit der Zeit in den Diadochenreichen immer wichtiger und verdrängten sowohl die Olympischen Götter der Griechen als auch das rationale Denken. Zeitweise bedrohte der Mystizismus sogar die öffentliche Ordnung. Auch die wirtschaftliche Betätigung erlahmte. Angesichts sinkender politischer Freiheit der Polisbürger, starker Besteuerung und permanenter Kriege und Bürgerkriege – Babylon wurde im 2. Jahrhundert v. Chr. allein neunmal von fremden Heeren erobert – wandten sich die Menschen der Magie, der Astrologie und privaten Schutzgöttern zu, mit dem Wunsch, ihr Schicksal (Tyche) wenigstens im Kleinen zu beeinflussen. Religion wurde zur Privatsache, lediglich der Herrscherkult blieb als verbindendes Element erhalten. Diese Entwicklung bereitete den Boden für die Verbreitung des Christentums, einer weiteren der östlichen Erlösungsreligionen, die mehr Innerlichkeit versprachen, weil sie fremd und exotisch anmuteten.

## Wissenschaft und Forschung
Der Hellenismus war keineswegs von intellektueller Dekadenz geprägt, sondern eine Blütezeit der antiken Wissenschaft und Gelehrsamkeit. Die Diadochenzeit leitete inmitten politischer Wirren einen Aufschwung in Wissenschaft und Technik ein, von dem noch die Neuzeit profitieren sollte. Bereits der Alexanderzug wurde von Vermessern begleitet, deren Aufzeichnungen für die Geographie von großer Bedeutung waren. Im Hellenismus bildeten sich ferner einige der bedeutendsten philosophischen Strömungen heraus (siehe beispielsweise Stoa, Epikureismus und Peripatos), wobei sich aber auch die Mathematik, Kunst und Medizin in dieser kreativen Zeit weiter entfalten konnten.

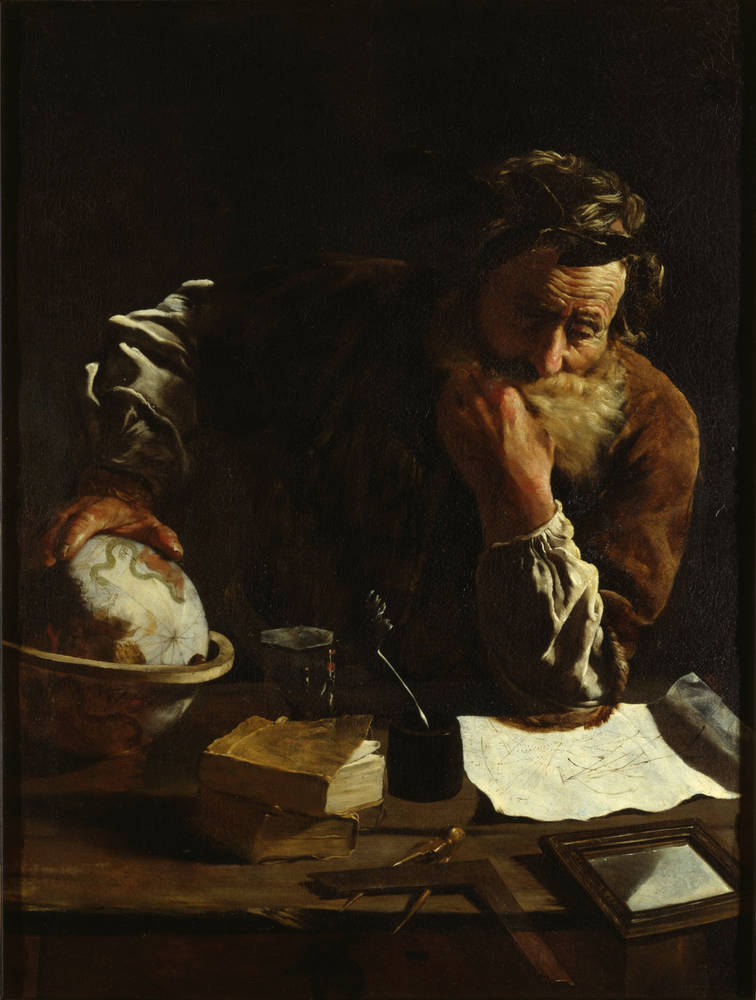
Archimedes († 212 v. Chr.) gilt als einer der bedeutendsten Mathematiker und Erfinder der gesamten Antike (Gemälde von Domenico Fetti, 1620).

Zum Mittelpunkt der griechischen Gelehrsamkeit wurde seit der Zeit der Diadochen Alexandria mit seinem Museion und der zugehörigen Bibliothek von Alexandria, wobei die Patronagepolitik der Ptolemäer eine große Rolle spielte. Das im Palastbezirk der Stadt gelegene Museion lässt sich am ehesten mit einer heutigen Universität vergleichen. Mit seinem Vortragsraum, der zu philosophischen Gesprächen einladenden Wandelhalle und dem gemeinsamen Speisesaal der örtlichen Philologen bildete es ein Wissenschafts- und Kulturzentrum. Unter der Leitung eines Oberpriesters wurde neben Philosophie auch Naturwissenschaften und Medizin gelehrt. Hier gelangte die geographische Mathematik zur vollen Entfaltung, ebenso entstanden bedeutende Beiträge zur Philosophie und Astronomie. Die Ärzte Alexandrias, namentlich Herophilos und Erasistratos, wagten sich als erste an eine umfassende Erforschung der menschlichen Anatomie und sezierten dafür Hingerichtete. Auch Eratosthenes wirkte hier. Ihm kam wie auch den anderen Wissenschaftlern, Literaten und Künstlern jener Zeit zugute, dass er seine Wirkungsstätte frei wählen konnte. So entstand eine internationale Schicht aus Gelehrten, die bald den Spott der Satiriker herausforderte. In einem bei Athenaios (22d) überlieferten Bonmot werden sie mit Vögeln verglichen, die sich im Käfig des Museions mästeten und den König mit ihrem Gezänk belustigten.
Die an das Museion angeschlossene Bibliothek umfasste bis zu 500.000 Rollen. Vor allem Ptolemaios II., der Sohn und Nachfolger des Ptolemaios, machte sich um sie verdient, um sein Prestige zu mehren. Er ließ die Schriften der Griechen, Chaldäer, Ägypter, Römer und Juden sammeln, erwarb die Bibliothek des zu Beginn der Diadochenkriege verstorbenen Philosophen Aristoteles und kaufte vor allem in Athen und Rhodos weitere Bücher zu. Kallimachos verfasste den ersten Bibliothekskatalog, der erste Bibliotheksvorsteher war Zenodotos von Ephesos. Die große Bibliothek von Alexandria weckte den Ehrgeiz der Herrscher des sich gerade vom Seleukidenreich lösenden Pergamon. Auch sie begannen Bücher zu sammeln und kopieren zu lassen. Das von Ptolemaios II. verhängte Ausfuhrverbot für Papyrus (chartae) umgingen sie durch die Verwendung des neuartigen Pergaments.

Aristarch begründete das heliozentrische Weltbild

Auch wenn die Hauptstadt der Ptolemäer von diesen planmäßig zum kulturellen Mittelpunkt der hellenistischen Welt ausgebaut wurde, so kamen doch die anderen Städte nicht zu kurz. Besonders das griechische Mutterland wurde immer wieder von den Diadochen mit Spenden bedacht. Seleukos gab die vom persischen Großkönig Xerxes I. 200 Jahre zuvor aus Athen entführte Bibliothek des Peisistratos wieder zurück. Um die griechische Öffentlichkeit in ihrem Sinne zu beeinflussen, unterstützten die Diadochen die Poleis finanziell durch Stiftung und durch Bauten wie das Olympieion in Athen. Dieser vordergründigen Unterstützung des kulturellen Lebens und der finanziellen Lage der Städte stand deren weitreichende politische Entmachtung gegenüber. Die städtische Selbstverwaltung blieb nur im Inneren erhalten. Außenpolitik, Militär und Steuern waren nun Sache der Diadochenherrscher, die die Städte aber trotz allem relativ behutsam behandelten. So konnten sich in ihnen in der hellenistischen Zeit Kultur und Wissenschaften in einer Weise entfalten, die aus dem Hellenismus die „moderne“ Zeit des Altertums machte.
Die astronomischen Arbeiten des Eudoxos von Knidos († 352 v. Chr.) wurden im 3. Jahrhundert fortgeführt von Aristarch († 230 v. Chr.), der das heliozentrische Weltbild begründete und die Drehung der Erde erkannte, und von Eratosthenes († 202 v. Chr.), der ihren Umfang berechnete und das System der Längengrade schuf. Bedeutende Berechnungen gelangen etwas später auch Hipparchos. Schon zur Zeit Alexanders befuhr Pytheas die Nordsee und entdeckte Britannien. Ptolemaios II., der Sohn des Diadochen Ptolemaios, schickte Gesandte nach Indien und ließ das Innere Afrikas erforschen. Auch im Bereich der Technik wurden viele Fortschritte gemacht, die einige Jahrzehnte später Archimedes und Heron von Alexandria ihre bedeutenden Erfindungen ermöglichten. Bereits zur Diadochenzeit ließ Demetrios Poliorketes von Ingenieuren eine als Helepolis (ἑλέπολις) bekannte Belagerungsmaschine konstruieren, mit der er Rhodos angriff.

## Literatur und Philosophie

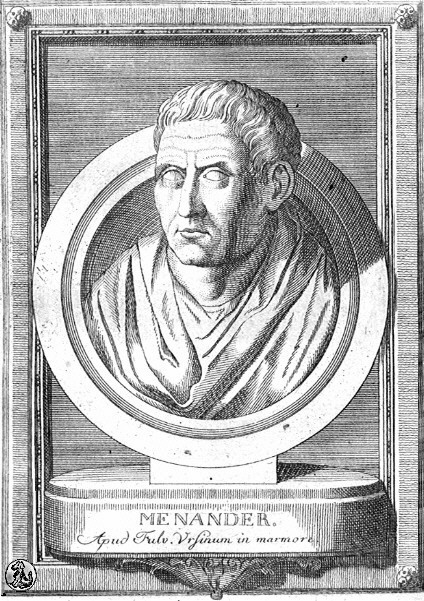
Menander erneuerte die Komödie

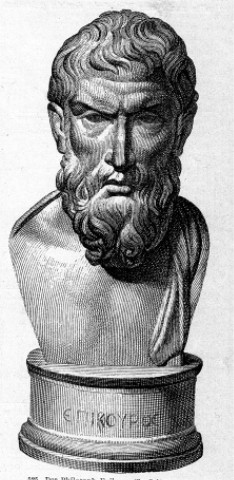
Der Philosoph Epikur war ein Zeitgenosse der Diadochen

## Urbanistik und Bildende Kunst

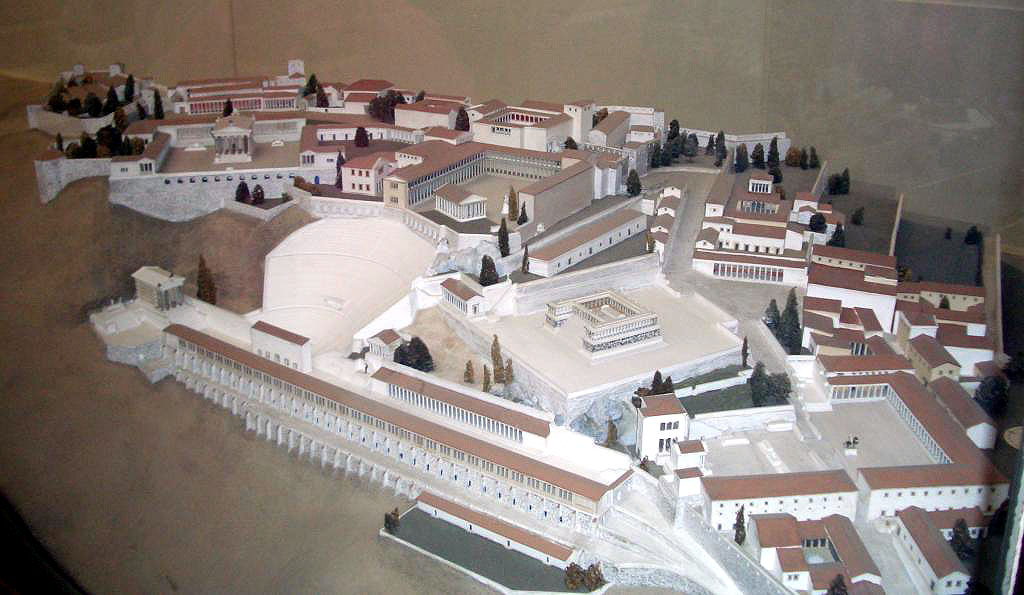
Modell der Stadt Pergamon (Pergamonmuseum Berlin)

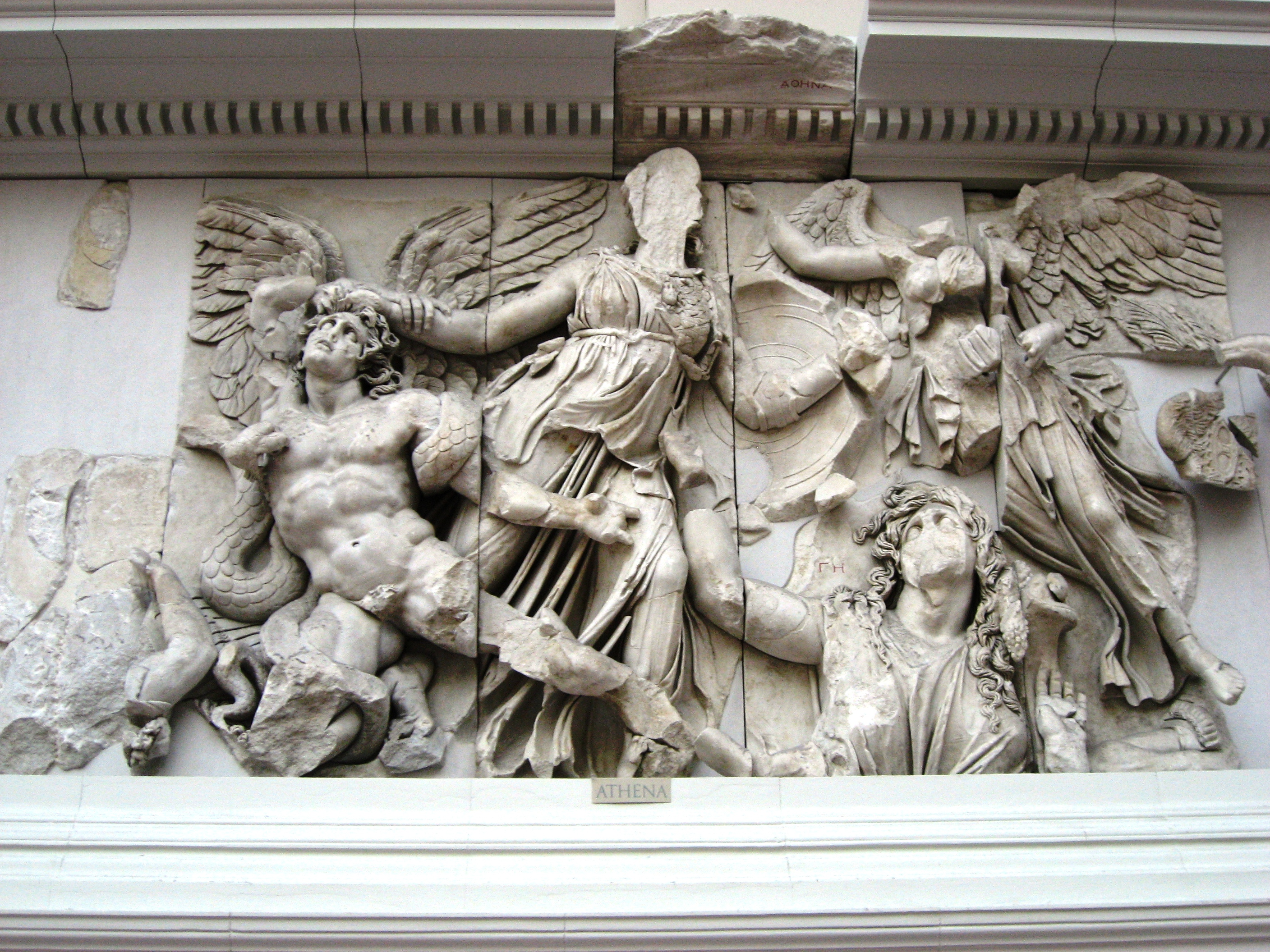
Ausschnitt aus der Gigantomachie am Pergamonaltar (Pergamonmuseum Berlin): Gaia bittet Athene um Verschonung ihrer Söhne

## Nachwirkung

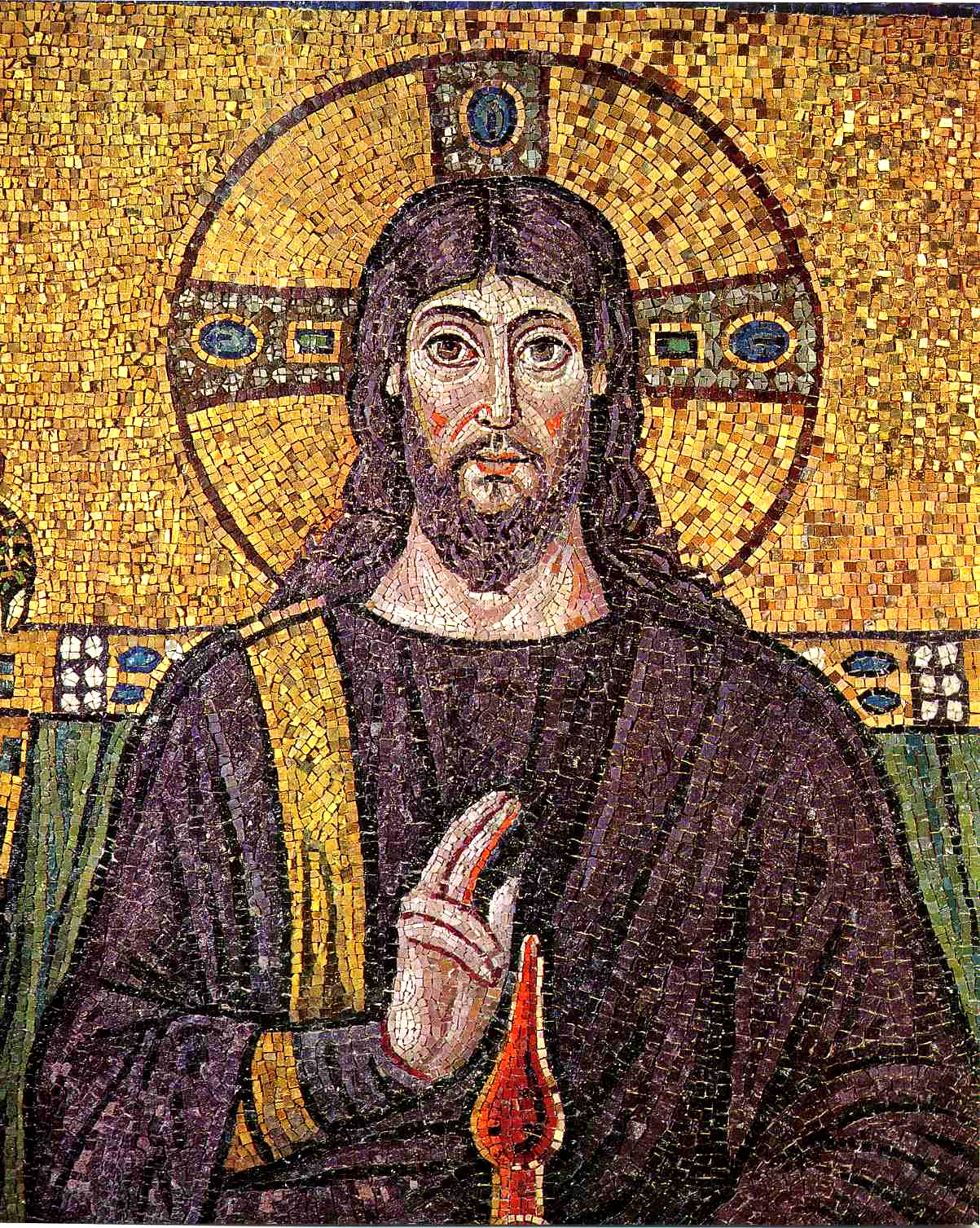
Das Christentum war die folgenreichste Nachwirkung des Hellenismus

## Bewertung der Epoche

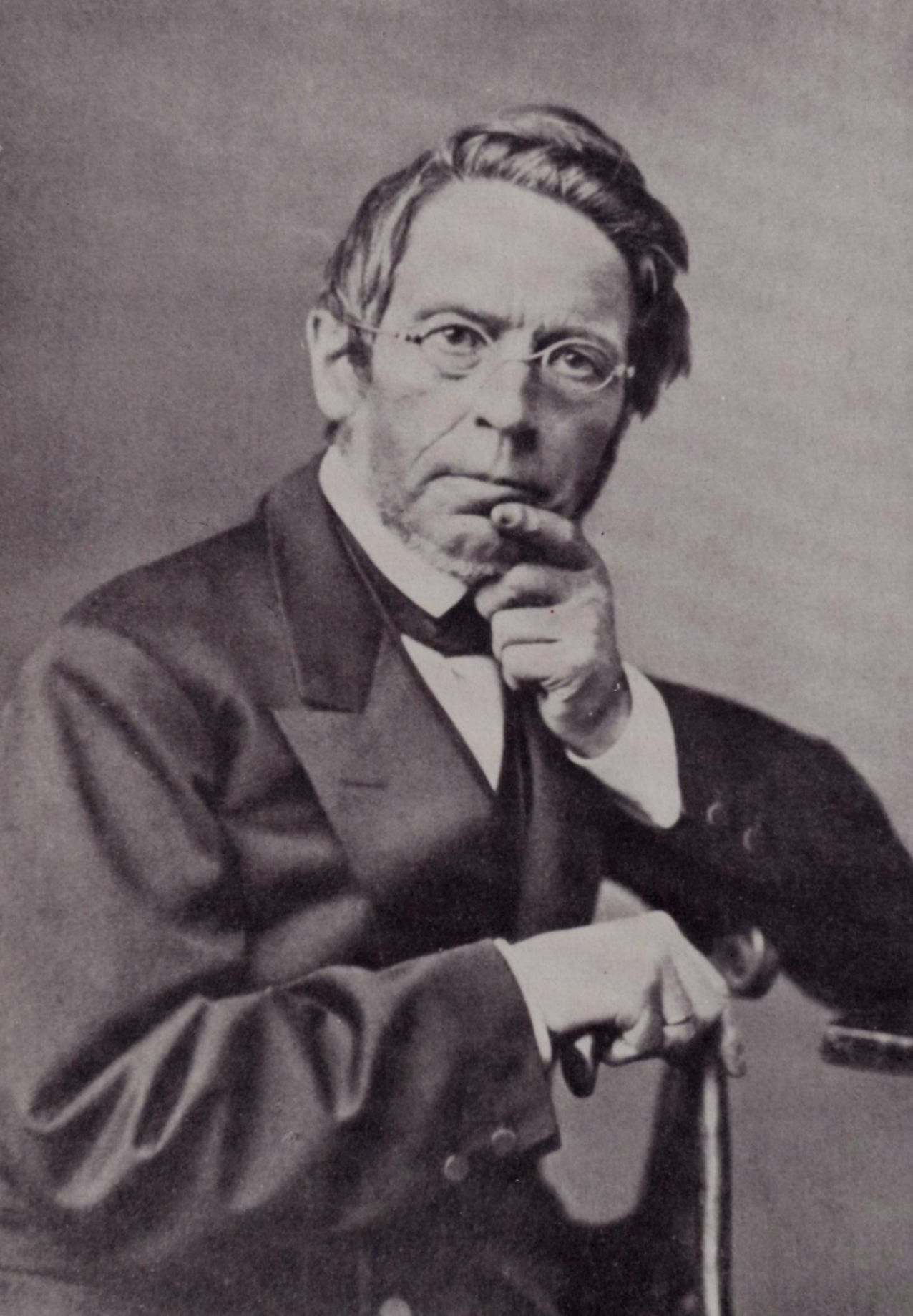
Johann Gustav Droysen (um 1868) prägte den Begriff „Hellenismus“

## Quellen

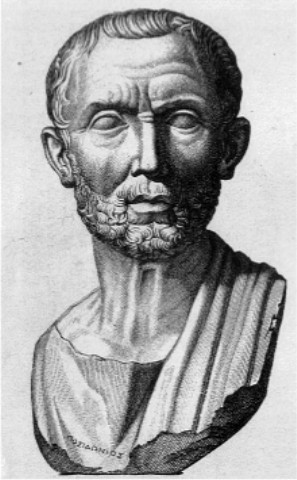
Poseidonios ist eine der Hauptquellen für die Zeit der Diadochen

Plutarch verglich in seinen Viten bedeutende Griechen und Römer. Kupferstich von Johann Rudolf Holzhalb (1723–1806).

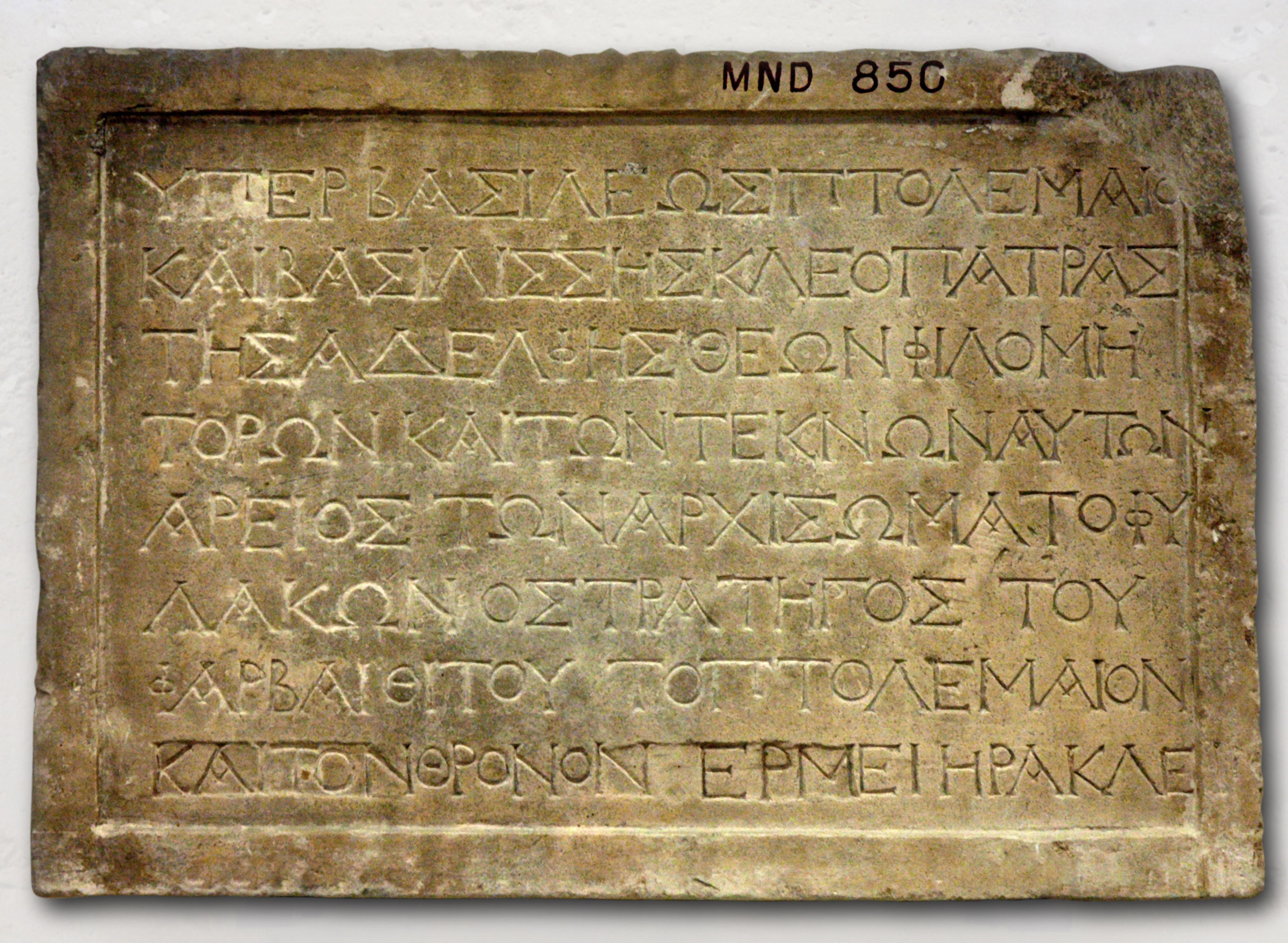
Inschrift für Ptolemaios VI.
(180–145 v. Chr.)